# かつて刊行された日本の漫画雑誌一覧
かつて刊行された日本の漫画雑誌一覧（かつてかんこうされたにほんのまんがざっしいちらん）は、休刊・廃刊・刊行終了した日本の漫画雑誌に関する一覧記事である。
会社毎に分けた上で、創刊した年代別に並べるものとする。

## 講談社
- 少年倶楽部（大日本雄辯會講談社 1914-1946）→少年クラブ（1946-1958、講談社 1958-1962）
- 少女倶楽部（大日本雄辯會講談社 1923-1946）→少女クラブ（1946-1958、講談社 1958-1962）※後継誌は週刊少女フレンド
- ぼくら（大日本雄辯會講談社 1954-1958、講談社 1958-1969）→週刊ぼくらマガジン（1969-1971）※週刊少年マガジンに吸収合併
- 週刊少女フレンド（1962-1974）→少女フレンド（1974-1991）→月刊少女フレンド（1991-1996）
- ラブリーフレンド（1974-1984）季刊
- mimi（1975-1996）
- なかよしデラックス（1977-1992）隔月刊
- mimi DX（1978-1987）→mimi Carnival（1987-1997）→Kiss Carnival（1997-2001）→One more Kiss（2001-2007）→Kiss PLUS（2008-2014）※隔月刊、後継誌はハツキス
- ハローフレンド（1980-1987）隔月刊
- コミックボンボン（1981-2007）
- マガジンSPECIAL（1983-1987,1989-2017）※週刊少年マガジン増刊
- 月刊キャロル（1983-1984）
- 別冊フレンドDX Juliet（1984-2005）→別冊フレンドDX ザ・別フレ（2005-2007）※別冊フレンド増刊、隔月刊
- Me（1984-1994）
- モーニング パーティ増刊（-1986）
- モーニング オープン増刊
- モーニング マグナム増刊
- ヤングマガジン海賊版（1986-1995）※週刊ヤングマガジン増刊、不定期刊
- スーパーボンボン（1987-1988）隔月刊
- ヤングマガジン黒ブタルーキー号（1988-1993）※週刊ヤングマガジン増刊、不定期刊
- フレッシュフレンド（1988-1989）※季刊、少女フレンド増刊
- 月刊ヒーローマガジン（1989-1990）
- デラックスボンボン（1990-1995）
- ガンダムマガジン（1990-1991,2006）※コミックボンボン増刊、2006年刊行は1号のみ
- ミスターマガジン（1991-2000）
- るんるん（1991-1998）
- マガジンGREAT（1993-2009）→マガジンイーノ（2009-2011）※月刊少年マガジン増刊、隔月刊、後継誌は月刊少年マガジン+
- ヤングマガジン増刊エグザクタ（1993-1997）
- ヤングマガジン増刊赤BUTA（1995-1999）隔月刊
- Amie（1997-1999）
- THEデザート（1998-2015）隔月刊
- ヤングマガジン増刊青BUTA（1998-1999）隔月刊
- モーニング 新マグナム増刊（1998-2001）※後継誌はイブニング
- ヤングマガジンアッパーズ（1998-2004）
- 月刊マガジンZ（1999-2009）
- アフタヌーン シーズン増刊（1999-2002）
- 別フレ2012（2000-2012）※別冊フレンド増刊、不定期刊
- Vanilla（2002-2003）
- なかよしラブリー（2003-2011）※なかよし増刊、年5回刊
- マガジンワンダー（2004-2005）※週刊少年マガジン増刊、不定期刊
- 別冊モーニング（2004-2005）※モーニング増刊
- Chu♥Girl（2005）※なかよし・別冊フレンド・デザート共同増刊、1号のみ
- デザート☆BABY（2006-2008）※デザート増刊、不定期刊
- Beth（2006-2008）※Kiss増刊
- アブラカダブラ（2006）※コミックボンボン増刊、1号のみ
- コミックファウスト（2006）※ムック扱い、VOL.1のみ
- マガジンドラゴン（2007-2009）※週刊少年マガジン増刊、年1回刊
- MANDARA（2007-2009）※ムック扱い、不定期刊
- 月刊少年ライバル（2008-2014）
- デザート20（2008-2010）※デザート増刊、不定期刊
- テレまんがヒーローズ（2008-2009）※テレビマガジン増刊、年3回刊
- ARIA（2010-2018）
- ITAN（2010-2018）※アンソロジーコミック、隔月刊
- ネメシス（講談社 2010-2018）※アンソロジーコミック、隔月刊
- 月刊少年マガジン+（2011-2014）※月刊少年マガジン増刊、年3回刊、後継誌は少年マガジンR
- モーニング食（2011-2012）※アンソロジーコミック、不定期刊
- ねこねこ天国（2013-年内休刊）※アンソロジーコミック、年3回刊
- ハツキス（2014-2018）※電子書籍へ移行
- 少年マガジンR（2015- 2019）※月刊少年マガジン増刊、電子書籍へ移行
- ヤングマガジンサード（2014-2021）※週刊ヤングマガジン増刊、月刊ヤングマガジンと合併
- 月刊モーニングtwo（2006- 2022）※モーニング増刊、Webマンガサイトモーニング・ツー（コミックDAYS内）へ移行
- イブニング（2001- 2023）
- 少年マガジンエッジ（2015- 2023）

### 一迅社
- ZERO-SUM WARD（一賽舎 2003-2005、一迅社 2005-2015）※コミックZERO-SUM増刊、隔月刊
- es 〜エターナル・シスターズ〜（スタジオDNA 2004、一迅社 2005）※アンソロジーコミック、不定期刊
- まんが4コマぱれっと（一迅社&講談社 2006- 毎月22日発売）
- ゼロサムオリジナルアンソロジーシリーズArcana（2006-2010）※アンソロジーコミック、季刊、後継誌はゼロサムオリジナルアンソロジーArcanaプラス
- コミック百合姫S（2007-2010）※コミック百合姫増刊、季刊、コミック百合姫に吸収合併
- まんが4コマKINGSぱれっとLite（2008-2009）→まんがぱれっとLite（2009-2011）※まんが4コマKINGSぱれっと増刊
- 戦国主従異聞録（2009-2010）※アンソロジーコミック、不定期刊
- わぁい!（2010-2014）※半情報誌、季刊
- 女装少年アンソロジーコミック（2010-2014）※アンソロジーコミック、不定期刊
- ゼロサムオリジナルアンソロジーArcanaプラス（2010-2011）※アンソロジーコミック
- 拘束少女アンソロジーコミック（2011-2012）※アンソロジーコミック、不定期刊
- Girls Love（一迅社 2011-年内休刊）※アンソロジーコミック、不定期刊
- わぁい! Mahalo（2012-2013）※わぁい!増刊、年3回刊
- 百合姫Wildrose（2007-2010,2013-2014）※アンソロジーコミック、不定期刊
- 異種恋愛物語集（一迅社 2016-2018）※アンソロジーコミック、不定期刊

## 光文社
- 少年（光文社 1946-1968）
- ポップコーン（1980-1981）※隔月刊、後継誌はジャストコミック
- ジャストコミック（1981-1985）
- 女性自身Comic VAL（1985-1995）※1986年までは女性自身増刊、月刊
- コミックBE!（1986-1993）※週刊宝石増刊
- 少年王（1994-1997）
- コミックピット（1998-2000）※女性自身増刊
- Pureri（2008-2012）※アンソロジーコミック、不定期刊
- 世界BL妄想童話（2009-2010,2014-2015）※アンソロジーコミック、不定期刊
- 恋する腐女子（2011-2012）年1回刊
- SIGNAL（2012）※アンソロジーコミック、Vol.1のみ

## 少年画報社
- 冒険活劇文庫（明々社 1948-1950）→ 少年画報（1950-1971）
- 週刊少年キング（1963-1982）→少年KING（1982-1988）
- グッドコミック（1980-1997）
- 少年ポピー（1980-1981）※別冊少年キング
- まんが笑ルーム(1982-2000)※4コマ誌
- Lady's comic MAY（1984-2005）→may familiar (メイファミリア) （2006-年内休刊）
- 月刊少年コミック（1989-1990）
- Lady's comic rosa(1992-1993)→Belle rose(1993-1995)
- ヤングキング別冊キングダム（1998-2004）
- アワーズライト（2000-2002）※ヤングキングアワーズ増刊
- アワーズガール（2000-2001）※ヤングキングアワーズ増刊、不定期刊
- 斬鬼（2000-2004）隔月刊
- アワーズプラス（2006-2007）※ヤングキングアワーズ増刊
- いぬのまんが（2007-2008）→いぬまん（2009-2010）→わんぱんち（2010-2011）※アンソロジーコミック、年3回刊
- おとなのねこぱんち（2008-2016）※アンソロジーコミック、不定期刊
- OYATSUねこぱんち（2009-2013）※アンソロジーコミック、不定期刊
- チェンジH（2009-2011,2012-2013）→トランススイッチ（2013-2014）※アンソロジーコミック、不定期刊
- お江戸ねこぱんち（2010-2019）※アンソロジーコミック、不定期刊
- THE 鉄道漫画（2010-2011）※アンソロジーコミック、年2回刊
- 魔法のねこぱんち（2010-2011）※アンソロジーコミック、不定期刊
- ヤングキングルーキーズ（2011-年内休刊）※アンソロジーコミック
- コミック酒肴人（少年画報社　2012-2014）※アンソロジーコミック、不定期刊
- 世にも奇妙なねこぱんち（2012-2017）※アンソロジーコミック、不定期刊
- ゆるゆるねこぱんち（2013-2016）隔月刊
- メバエ（少年画報社 2014-2015年）※アンソロジーコミック、不定期刊
- 江戸ぱんち（少年画報社 2014-2015）※アンソロジーコミック、不定期刊

## 集英社
- おもしろブック（1949-1959）→少年ブック（1959-1969）※後継誌は別冊少年ジャンプ
- 幼年ブック（1953-1958）※後継誌は日の丸
- 日の丸（1958-1963）
- 別冊りぼん（1966-1968）季刊
- デラックスマーガレット（1967-2010）※隔月刊、後継誌は別冊マーガレットsister
- りぼんコミックス（1967-1968）→ジュニアコミック（1968-1969）隔月刊
- りぼんコミック（1968-1971）
- 別冊少年ジャンプ（1969-1974）→月刊少年ジャンプ（1974-2007）※後継誌はジャンプスクエア
- ジョーカー（1969-年内休刊）
- りぼんデラックス（1975-1978）※季刊、後継誌はぶ〜け
- プチマーガレット（1976-1978）※季刊、後継誌はぶ〜け
- ぶ〜け（1978-2000）
- YOU（1980-2018）
- りぼんオリジナル（1981-2005）→RIBONオリジナル（2005-2006）※隔月刊
- フレッシュジャンプ（1982-1988）
- ザ マーガレット（1982-2023）※隔月刊
- HOBBY's JUMP（1983-1988）※半情報誌、月刊少年ジャンプ増刊
- ビジネスジャンプ（1985-2011）※後継誌はグランドジャンプ及びグランドジャンプPREMIUM
- スーパージャンプ（1986-2011）※後継誌はグランドジャンプ及びグランドジャンプPREMIUM
- ヤングユー（1986-2005）
- 月刊ベアーズクラブ（1988-1994）
- 別冊YOU（-2009）※YOU増刊、年2回刊
- ヤングジャンプサーティー（1990-1993）※週刊ヤングジャンプ増刊
- 漫革（1994-2008）※週刊ヤングジャンプ増刊、後継誌は月刊ヤングジャンプ
- MANGAオールマン（1995-2002）
- オースーパージャンプ（1996-2010）※スーパージャンプ増刊、隔月刊
- コミックアイズ（ホーム社&集英社 1997-2001）
- COMIC Crimson（創美社&集英社 1998-2003）
- Cookie BOX（2000-2009）※Cookie増刊、不定期刊
- コミック特盛（ホーム社&集英社 2001-2015）季刊
- BJ魂（ビージャンこん）（2001-2010）※ビジネスジャンプ増刊、隔月刊
- 別冊コーラス（2001-2008）※コーラス増刊、不定期刊
- 幻想ファンタジー（ホーム社&集英社 2003-2008）→幻想ラビリンス（2009-2011）※アンソロジーコミック、年2回刊
- ウルトラジャンプMEGAMIX（2003,2007）※アンソロジーコミック、不定期刊
- 漫画時代劇ファン（2003-2005）
- コミック時代活劇（ホーム社&集英社 2004-2006）
- 漫太郎（2006）→マンタロー2007（2007）→漫革ルーキーズ（2008）※週刊ヤングジャンプ増刊、年1回刊
- 月刊ヤングジャンプ（2008-2010）※週刊ヤングジャンプ増刊、後継誌はミラクルジャンプ
- JC.COM（2008-2010）※アンソロジーコミック、隔月刊
- ジャンプスクエアセカンド（2008-2009）※ジャンプスクエア増刊、不定期刊、後継誌はジャンプSQ.19
- 漫'sプレイボーイ（2009-2010）※週刊プレイボーイ増刊、不定期刊
- りぼんファンタジー（2009-2010）※りぼん増刊、年1回刊
- ジャンプSQ.19（2010-2015）※ジャンプスクエア増刊、隔月刊
- ジャンプ改（2011-2014）
- アオハル（2010-2013）不定期刊
- ガールズジャンプ（2010-2012）※正式な雑誌名は集英社オリジナル、不定期刊
- ねこQ（ホーム社&集英社 2010-2011）※コミック特盛増刊、隔月刊、一時休刊
- 別冊マーガレットsister（2010-2017）※別冊マーガレット増刊
- BLink（ホーム社&集英社 2011-2013）※隔月刊、休刊年内に電子コミック誌へ移行
- ミラクルジャンプ（2011-2013,2014-2017）※週刊ヤングジャンプ増刊、隔月刊→月刊
- スーパーダッシュ&ゴー!（2011-2013）※隔月刊、休刊年内にウェブコミック誌へ移行
- ジャンプSQ.LaB（2011-年内休刊）※ジャンプスクエア増刊、年2回刊
- スーパージャンプHigh（2011）※スーパージャンプ増刊、Vol.1のみ
- グランドジャンプPREMIUM（2011-2018）※グランドジャンプ増刊、後継誌はグランドジャンプむちゃ
- bianca（2012-2013）※別冊マーガレット増刊、不定期刊
- 画楽.mag（ホーム社&集英社 2014-2015）※アンソロジーコミック、隔月刊、ウェブコミック誌は継続
- ジャンプSQ.CROWN（2015-2018）
- ヤングジャンプGOLD（2017-2018）週刊ヤングジャンプ増刊

## 秋田書店
- 冒険王（1949-1983）→TVアニメマガジン（1983-1984）
- 漫画王（1952-1959）→まんが王（1960-1961）→小学生画報（1961）→まんが王（1962-1970）
- 別冊冒険王（1966-1974）
- プレイコミック（1968-2014）
- 別冊ビバプリンセス（1976-1990）→別冊プリンセス（1990-1994）
- ボニータ（-1996）
- デジール（1978-2007）→デジールSP（2007-2009）隔月刊
- ひとみ（1978-1991）
- プリンセスGOLD（1979-2018）※電子書籍へ移行
- ヤングチャンピオン（1982-1983）※週刊少年チャンピオン増刊、一時月刊（現在の「ヤングチャンピオン」との連続性はない）
- ボニータイブ（1983-1992）
- GOLFコミック（1984-2017）
- Candle（1985-1989）※ボニータ増刊、隔月刊
- サスペリア（1987-2001）→サスペリアミステリー（2001-2012）
- グランドチャンピオン（1992-1994）
- Colletミステリー（1994-2004）
- フォアミセスSPECIAL（1994-2022）季刊
- イブSpecial（-2012）→もっと!（2012-2014）→コミックもっと!（2014）※Eleganceイブ増刊、最終号のみアンソロジーコミック、季刊
- チャンピオンジャック（1995-1997）
- きらら16（1996-1999）
- プチプリンセス（2002-2016）※プリンセスGOLD増刊、隔月刊、電子書籍へ移行
- デジールDX（2004-2007）※デジール増刊、隔月刊
- チャンピオンRED いちご（2006-2014）※チャンピオンRED増刊、隔月刊、ウェブコミック誌Championタップ！へ移行
- 恋愛チェリーピンク（2006-2023）※エレガンスイブ増刊、電子書籍へ移行
- 全部ホンネの笑える話（2006-2009）※月刊少年チャンピオン増刊
- にゃんとも（2006）※サスペリアミステリー増刊、1号のみ
- ヤングチャンピオン漢（2008）※ヤングチャンピオン増刊、Vol.1のみ

## 芳文社
- 痛快ブック（1953-1961）
- コミックmagazine（1966-1988）※週刊漫画TIMES増刊
- まんがタイムファミリー（1983-2018）
- まんがスポーツ（1985-1994）
- まんがセブン（1988-1989）※週刊漫画TIMES増刊、後継誌はまんがタイムスペシャル
- まんがタイムスペシャル（1989-2019）
- まんがタイムラブリー（1993-2011）
- 週漫スペシャル（1993-2010）
- まんがタイムジャンボ（1995-2018）
- まんがタイムポップセレクション（2002-2003）→まんがタイムポップ（2003-年内休刊）※まんがホーム増刊、隔月刊
- 本当にあった(生)ここだけの話（2004-2015）※超本当にあった(生)ここだけの話へ吸収合併
- 本当にあった増刊(生)ここだけの話（2005-2014）※本当にあった(生)ここだけの話増刊
- ボーイズキャピ! （-2018）※花音増刊、電子雑誌kyapi!に移行。

- Cita Cita（2006-2010）
- ラブ♥ねこ（2007-2010）※アンソロジーコミック、年3回刊
- 超本当にあった(生)ここだけの話（2007-2018）※本当にあった(生)ここだけの話増刊
- Cita-NIUM（2007-2009）※アンソロジーコミック、季刊
- 究極恋愛ショコラ（2007）※まんがタイムスペシャル増刊、1号のみ
- コミックエール!（2007-2009）※まんがタイムきららキャラット増刊、隔月刊
- 花音DX（2008-2009）※アンソロジーコミック、年8回刊
- つぼみ（2009-2012）※アンソロジーコミック、隔月刊
- コミックギア（2009-年内休刊）※アンソロジーコミック、季刊
- 増刊 超本当にあった(生)ここだけの話（2010-2013）※超本当にあった(生)ここだけの話増刊、隔月刊
- まんがタイムきららカリノ（2012-2013）※アンソロジーコミック、年3回刊
- SAKURA（2014）※アンソロジーコミック、Vol.1のみ
- ガールフード 〜おんなのこ、お食事アンソロジー〜（2015）※アンソロジーコミック、1号のみ
- まんがタイムきらら☆マギカ（2012-2017）※魔法少女まどか☆マギカ専門誌、まんがタイムきららキャラット増刊
- まんがタイムきららミラク（2011- 2017）
- いただきます 幸せごはん（芳文社 2015-2018年）※アンソロジーコミック

## 文藝春秋
- 漫画読本（文藝春秋新社 1954-1966、文藝春秋 1966-1970）
- コミックビンゴ（1996-1999）

## 小学館
- 小学館の学年別学習雑誌（小学館）学年誌
- 別冊少年サンデー（1960-1974）
- ボーイズライフ（1963-1969）
- デラックス少年サンデー（1969-1971）※別冊少年サンデーに吸収合併
- マンガくん（1976-1979）→少年ビッグコミック（1979-1987）※連載作品の半数はヤングサンデーに引継ぎ
- ビッグゴールド（1978-1985,1992-1999）
- プチフラワー（1980-2002）※隔月刊、後継誌は月刊flowers
- ビッグコミックフォアレディ（1981-1990）
- Judy（1983-2008）
- ヤングサンデー（1987-1995）→週刊ヤングサンデー（1995-2008）※連載作品の一部はYSスペシャルへ移籍
- ぴょんぴょん（1988-1992）
- 少年サンデー特別増刊R（1994-2008）※週刊少年サンデー増刊、不定期刊
- 週刊少年サンデー超（1995-2012）※週刊少年サンデー増刊、月刊、後継誌は週刊少年サンデーS
- Cheese!増刊号（-2016）※Cheese!増刊、隔月刊
- ハイパーコロコロ（1999-年内休刊）※月刊コロコロコミック増刊、不定期刊、後継誌はコミックGOTTA
- コミックGOTTA（1999-2001）
- 月刊IKKI（2000-2014）※後継誌はヒバナ
- ちゅちゅ（2000-2009）
- ビッグコミック1（2003-2009）※ビッグコミックオリジナル増刊、年3回刊
- ビッグコミックスピリッツCasual（2004-2008）※ビッグコミックスピリッツ増刊、年3回刊
- 週刊ヤングサンデー増刊（2004-2008）年2回刊
- 凛花（2007-2012）※月刊flowers増刊、年3回刊、後継誌は増刊flowers
- YSスペシャル（2008-2009）※ビッグコミックスピリッツ増刊
- GAKUMANplus（2010-2011）隔月刊
- コロコロG（2010-2011）※月刊コロコロコミック増刊、不定期刊
- コロコロアニキ（2014-2021）※月刊コロコロコミック増刊、不定期刊→季刊→年3回刊
- ねこだのみ（2015-2016）※アンソロジーコミック
- ヒバナ（2015-2017）※ビッグコミックスピリッツ増刊

## 実業之日本社
- 週刊漫画サンデー（実業之日本社 1959-2012）→漫画サンデー（2012-2013）
- おまじないコミック（1987-1993）→少女パル（1994-1997）
- MyBoy（1996-2002）※BL漫画誌
- 漫画サンデーフォアマン（1998-1999）
- コミック伝説マガジン（2001-2002）
- comicキャンドール（2003-2011）※週刊漫画サンデー増刊
- 実話体験 黒い恐怖（2008）※MISTY増刊、1号のみ
- コミックキューガール（2012）※週刊漫画サンデー増刊、1号のみ
- 心霊事件簿DX（実業之日本社 2005-2015）→恐怖ファイルDX(2016)※ネイルVENUS増刊、不定期刊

## 芸文社
- 漫画天国（芸文社 1960-1985）→GTコミック（1985-1986）
- コミックVAN（1968-1976）→漫画レッド（1976-1977）
- 漫画天国（2003-年内休刊）

## 双葉社
- 別冊週刊大衆漫画Story（1960-1972）→マンガストーリー（1972-1974）→パワァコミック（1974-1978）
- 別冊漫画アクション（1968-1973）→別冊アクション（1973-1986）→Comicアクションキャラクター（1986-1991）
- 週刊少年アクション（1975-1976）※漫画アクション増刊
- コミックギャング（1976-1978）
- 100てんコミック（1980-1983）
- アクションヒーロー（1981-1985）
- 月刊スーパーアクション（1983-1987）
- ビジネスアクション（1987-1988）
- メンズアクション（1993-2006）
- メンズヤング（1995-2012）
- アクションヤング（1996年 - 2000）
- ルパン三世 総集編（1998-2001）→ルパン三世magazine（2001-2004）→ルパン三世officialマガジン（2004-2015）※アンソロジーコミック、季刊、ウェブコミック誌へ移行
- まんがタウン（2000- 2023）
- スーパーロボットマガジン（2001-2003）※アクションピザッツ増刊、隔月刊
- まんがタウンオリジナル（2002-2006）※まんがタウン増刊
- もえよん（2004-2005）
- コミックハイ!（2004-年内休刊,2005-2015）※漫画アクション増刊
- パチンコ10番勝負（2005-2014）
- メンズヤングスペシャル雷（2007-2011）※メンズヤング増刊
- COMIC魔法のiらんど（2007-2010）※JOURすてきな主婦たち増刊
- A-ZERO（2008-2009）※漫画アクション増刊
- 爆裂!!パチンコ10番勝負（2009-2013）※パチンコ10番勝負増刊、隔月刊
- COMICすもも（2010-2013）※漫画アクション増刊、隔月刊
- パチスロ激魂（2011-2014）※パチスロ攻略マガジンドラゴン増刊、隔月刊
- 月刊アクション（2013- 2024）
- スロマガ7（2015-2016）※パチンコ攻略マガジン増刊

## 一水社
- サンデーP.M（-1968）→コミックサンデー（1968-1974）→漫画キック（1974-）
- 少女革命（一水社 1998-2004）
- 恋愛革命（一水社 2001-2003）
- パチンコフィーバー（一水社 -2012）隔月刊
- パチンコフィーバーオリジナル（一水社 2005-2012）隔月刊
- 恋愛熱情（ラブパッション）（一水社 2006-2013）隔月刊

光彩書房
- COMICアットーテキ（光彩書房 1988-1997）
- comic純一（光彩書房 1995-2001）※隔月刊、後継誌は純一REAL
- 絶対麗奴（光彩書房 1998-2002）※アンソロジーコミック、隔月刊
- 純一REAL（光彩書房 2001-2002）※アンソロジーコミック、隔月刊
- 筋肉男（光彩書房 2002-2004）※アンソロジーコミック、季刊、後継誌は肉体派
- 女装の王子様（光彩書房 2009-2011）※アンソロジーコミック、不定期刊

## 平和出版
- 漫画OK（新星社 1966-）
- 恋愛宣言ピンキッシュ（平和出版 2001-2005）
- 愉快本舗（平和出版 2002-2003）※HYPER CAR STYLE BATTLE MAGAZINE増刊
- COMICぎゅっと!（平和出版 2004-年内廃刊）

## ぶんか社
- 特集漫画トピックス（日本文華社 1967-1989）→男のコミック（1989-1990）
- アパッチ（日本文華社 1967年-）
- 漫画ジャンボ（日本文華社 1972年-1980年）→漫画ワイルドPunch（1980年-1982年）
- 現代コミックdokuhon（日本文華社 1972年-1981年）→劇画マッドSuper（1981年-1984年）→劇画ナイトup（1984年-1988年）
- みこすり半劇場（ぶんか社 1990-2014）※お色気4コマ漫画誌、月2回刊
- レディース・コミックカーラ（1992年 - 1995年）
- ホラーM（1993-2010）※隔月刊、休刊年内に電子コミック誌デジタルホラーMへ移行
- ヤングテイオー（1995-1997） → コミックまぁるまん（1997-後にアダルト写真誌化）
- 恐怖の快楽（1995年刊行開始-1996年独立創刊-2024年）
- まんがアロハ!（1997年 - 1998年） → まんが4コマ丼（1998年）
- 娯楽王 （2002年）
- 純愛の快楽（1998-2009）隔月刊
- 家庭ミステリー（1999年刊行開始-2001年独立創刊-2024年）
- まんがグリム童話デラックス（2014年休刊）※恐怖の快楽増刊、隔月刊
- 離婚ミステリー（2000-2007）※恐怖の快楽増刊
- ほんとうに怖い童話（ぶんか社 2000- 2023）
- みこすり半劇場別館（ぶんか社 2000-2004）
- 本当にあった笑える話（2001年刊行開始-2004年独立創刊-2024年休刊）
- 別冊本当にあった笑える話（ぶんか社 2002-2014）
- 本当にあった女の人生ドラマ（ぶんか社 2003- 2021）
- 怖い女の仕返し（ぶんか社 2004-2015）※別冊本当にあった笑える話増刊
- 読者投稿爆笑4コマ魂（ぶんか社 2004-2008）→愉快で笑える本当の話（2009-年内休刊）※みこすり半劇場増刊
- 本当にあった主婦の体験（2004年刊行開始・2005年独立創刊-2024年）
- 無敵恋愛S*girl（2004年刊行開始-2005年独立創刊-2024年）→無敵恋愛S*girl DX（2023-2024年） ※電子版は「無敵恋愛S*girl」として継続
- 主任がゆく!スペシャル（2006年-2024年）※「本当にあった笑える話」等の増刊
- 涙がこぼれたあの一言（ぶんか社 2006-2015）
- まんがグリム童話Love&Sexy（ぶんか社 2006-2015）※本当にあった主婦の体験増刊、隔月刊
- ねこのあくび（ぶんか社 2006-2010）隔月刊
- 本当にあった笑える話Pinky（ぶんか社 2007- 2023）
- 本当にあった笑える話スペシャル（ぶんか社 2008- 2021）
- 大奥スキャンダル（ぶんか社 2008-2009）※まんがグリム童話増刊、季刊
- 本当にあった幸福家族の崩壊（ぶんか社 2008-2009）※本当にあった女の人生ドラマ増刊、不定期刊
- 本当にあった極悪女の事件簿（ぶんか社 2008-2009）※本当にあった女の人生ドラマ増刊、不定期刊
- まんがグリム童話Sweet（ぶんか社 2008-2009）※ほんとうに泣ける話増刊、不定期刊
- 本当にあった悲惨な生いたち（ぶんか社 2009-2015）本当にあった女の人生ドラマ増刊、隔月刊
- ホラーアンソロジー トカゲ（ぶんか社 2009-2010）※アンソロジーコミック、隔月刊
- 増刊あなたが体験した怖い話（ぶんか社 2010-2015）※あなたが体験した怖い話増刊、隔月刊
- 血と涙の実在人物伝（ぶんか社 2010-年内休刊）※まんがグリム童話増刊、年3回刊
- 女の復讐童話（ぶんか社 2010-年内休刊）※家庭ミステリー増刊、不定期、年3回刊
- 本当にあった女の結婚・離婚ギョーテン告白（ぶんか社 2010）※家庭ミステリー増刊、VOL.1のみ
- Comic女の歴史ミステリー（ぶんか社 2010）※涙がこぼれたあの一言増刊、VOL.1のみ
- ようこそママ友地獄へ（ぶんか社 2011-2012）※家庭ミステリー増刊、不定期刊
- 平成アカン嫁アカン母（ぶんか社 2011-2012）※家庭ミステリー増刊、季刊
- ほんとにおきたゾッとする話（ぶんか社 2011-2012）※涙がこぼれたあの一言増刊、不定期刊（夏季のみ刊行）
- 常識外れのおバカ女列伝（ぶんか社 2011-年内休刊）※まんがグリム童話増刊、年3回刊
- 大奥 女たちのバトル史（ぶんか社 2011）※家庭ミステリー増刊、Vol.1のみ
- 泣けるまんがグリム童話（ぶんか社 2011）※まんがグリム童話増刊、Vol.1のみ
- 男運ゼロ!しくじり女の醜悪バトル劇場（ぶんか社 2012-2013）※家庭ミステリー増刊、年3回刊
- 禁断Lovers ジュリエッタ（ぶんか社 2013-2015）※無敵恋愛S*girl増刊、隔月刊
- 禁断Lovers MAX（ぶんか社 2013-2015）※無敵恋愛S*girl増刊、隔月刊
- ドビンボー家族の激ヤバ生態（ぶんか社 2013-年内休刊）※本当にあった笑える話増刊、年2回刊
- 女の不幸人生（ぶんか社 2011-2020）※まんがグリム童話増刊、隔月刊
- めしざんまい（ぶんか社 2016-2018）※アンソロジーコミック
- 俺流！絶品めし（ぶんか社、2017年-2024年）※アンソロジーコミック
- COMIC陣（ぶんか社、2017年-2024年）※ムック
- 漫画 大激闘（ぶんか社 2019-2023）※ムック
- COMIC 必剣（ぶんか社 2019-2023）※ムック

### 海王社
- 最高の主婦たち（海王社 2001-2014）
- GUSHmaniaEX（海王社 2003-2016）※アンソロジーコミック
- GUSH moetto（海王社 2008-2010）※GUSH増刊、年3回刊
- GUSHpeche（2009 - 2018）※アンソロジーコミック

### 楽楽出版
- 漫画総進撃（2019 - 2020）※3号休刊
- COMICデカ（2020 - 2021）※ムック

## 虫プロ商事
- COM（虫プロ商事 1967-1971）→COMコミックス（1972-1972）→COMコミック（1972-1973）
- ファニー（1969-1970）
- 月刊てづかマガジン れお（1971-1972）
- 月刊ファニー（1973-年内廃刊）

## 大都社
- 漫画ボン（少年画報社 1969-1979→大都社 1980-2019）※後継誌は漫画ボンジュール
- 恋愛天使アンジェリーナ（大都社 2002-2003）→プチアラモード（大都社&少年画報社 2003-2004）→恋愛楽園プチアラモード（2004-年内休刊）※漫画ボン増刊など、隔月刊
- 百合天国 〜girls Heaven〜（大都社 2003-2004）※アンソロジーコミック、不定期刊
- 実際にあった不思議な話（大都社 2009-2010）※実際にあった怖い話増刊、隔月刊
- 今月のわんこ生活（秋水社&大都社 2014）※ねことも増刊、Vol.1のみ

## リイド社
- リイドコミック（さいとう・プロダクション 1971-1974、リイド社 1974-2001）→リイドコミック爆（2001-年内休刊）
- 劇画ダッシュ（リイド社 1980-1981）
- ヤングリイドコミック（1986-1988）→ジャックポット（1988-1996）→Comicマイティ（1996-1997）→コミックD（1997-1998）
- 恐怖の館DX（1992-1998）→ホラーWooPee（1998-2000）
- ベニスの笑人（1993-）→むれむれハーレム（-1999）※4コマ誌
- リイドコミックギャラリー（1995-1998）※後継誌はコミック乱
- コミック乱ツインズ 戦国武将列伝（2003-2016）隔月刊
- 月刊少年ファング（2006-2007）
- 増刊コミック乱 巷説百物語（2007-2008）年3回刊
- 女のリアル体験LOVE&LIFE（リイド社 2008-2009）※コミック乱TWINS増刊、隔月刊
- 別冊コミック乱 昭和（2008-2009）※コミック乱増刊、隔月刊
- 増刊 コミック乱（2009-2011）※コミック乱増刊、不定期刊

## 徳間書店
- 別冊アサヒ芸能 コミック&コミック（1973-1974）
- リュウ（1979-1986）
- プチアップルパイ（1982-1987）※アンソロジーコミック、季刊、月刊少年キャプテンに吸収合併
- ザ・モーションコミック（1983-1985）隔月刊
- メディウム（1984-1987）→メディウムSPECIAL（1987）※アンソロジーコミック、季刊、月刊少年キャプテンに吸収合併
- ペンギンカフェ（1984-年内休刊）※アンソロジーコミック、季刊
- 月刊少年キャプテン（1985-1997）
- わんぱっくコミック（1985-1989）
- ハイパーゾーン（1985-1987）※アンソロジーコミック、季刊
- ワープin（1985-1987）※アンソロジーコミック、季刊
- キャプテンJr.（1986-1989）※アンソロジーコミック、不定期刊
- COMICカーニバル（1987）※月刊少年キャプテン増刊、Vol.1のみ
- ヤング・キャプテン（1988-年内休刊）※月刊少年キャプテン増刊、隔月刊
- 少年キャプテンSELECT（1990-1992）※アンソロジーコミック、不定期刊
- キャプテングランプリ（1990-1991）※アンソロジーコミック、不定期刊
- まんがハイム（徳間オリオン -1994）※4コマ誌
- Noël（1992-1994）※アニメージュ増刊、季刊、後継誌はChara
- コミック鉄人（1994-1995）※月刊少年キャプテン増刊
- 月刊マンガボーイズ（コミックギャラリー&徳間書店 1994-1995）
- コミックチャチャ!（2002-年内休刊）※ラブベリー増刊、隔月刊
- 月刊COMICリュウ（2006-2011,2012-2018）
- 恋愛楽園ピュア（2006-2010）※ENTAME増刊、隔月刊、後継誌は恋愛宣言Pinky
- mini Sherry（2008-2010）※ENTAME増刊、年3回刊
- COMICリュウアンソロジー けもも（2011-年内休刊）※アンソロジーコミック、隔月刊

## マガジン・マガジン
- 劇画ジャンプ（サン出版 1973-）
- COMIC JUN（サン出版 1978）→JUNE（1979-年内休刊,1981-1991、マガジン・マガジン 1991-1996）隔月刊
- コミックアムール（サン・メディアレップ&マガジン・マガジン 1990-2017）季刊
- ミステリーレディース（1991-2003）
- Lady's Comic Manon（-2006）
- コミックJUNE（マガジン・マガジン 1995-年内休刊,1998-2008、ジュネット 2008-2012）隔月刊
- BOY'Sピアス（1997年-2018年）
- 百合姉妹（マガジン・マガジン 2003-2005）※ムック扱い、季刊、連載作品はコミック百合姫に引継ぎ
- コミックGAMEピアス（マガジン・マガジン 2004-2006）※ムック扱い
- 恋June（ジュネット 2009-年内休刊）※ムック扱い、不定期刊
- おもちゃピアス（ジュネット 2010-2011）※ムック扱い、不定期刊
- DVD June（マガジン・マガジン 2006-2016）※ムック扱い、不定期刊
- Boy's LOVE→BOY'Sピアス禁断（2013年-2019年）

## 朝日新聞グループ
- マンガ少年（朝日ソノラマ 1976-1981）→DUO（1981-1984）
- ハロウィン（朝日ソノラマ 1985-1995）
- バトルマシーン（朝日ソノラマ 1986-1987）※アンソロジーコミック、隔月刊
- ザ・コンバット（朝日ソノラマ 1986-年内休刊）※アンソロジーコミック、不定期刊
- ほんとにあった怖い話（朝日ソノラマ 1987-2007、朝日新聞社&朝日新聞出版 2007-2010）隔月刊、後継誌はHONKOWA
- ネムキ（朝日新聞出版 1990-2013）隔月刊
- ほんとにあった笑っちゃう話（朝日ソノラマ 1997-2007）※ほんとにあった怖い話増刊、2002年独立増刊、後継誌はふぁみドラ
- 夢幻館（朝日ソノラマ 2004-2007、朝日新聞社&朝日新聞出版 2008-2009）※ネムキ増刊、季刊、休刊年内にウェブコミック誌ホラー&ファンタジー倶楽部へ移行
- ほんとにあった爆家族の話（朝日新聞社&朝日新聞出版 2008-2009）※週刊朝日増刊、不定期刊
- ふぁみドラ（朝日新聞社&朝日新聞出版 2008）※週刊朝日増刊、1号のみ、後継誌はほんとにあった爆家族の話
- シンカン（朝日新聞出版 2009-2012）※アンソロジーコミック、不定期刊
- 週刊マンガ日本史（朝日新聞出版 2009-2010）→週刊新マンガ日本史（2010-2011）
- 週刊マンガ世界の偉人（朝日新聞出版 2012-2013）
- 真田太平記（朝日新聞出版 2015-）※週刊朝日増刊、季刊

## 竹書房
- 漫画ギャンブルパンチ（1976-不明）
- 近代麻雀オリジナル（1977-2013）
- まんがライフ（1984- 2022）
- 天才くらぶ（1986-1987）→まんがくらぶ（1987-2020） ※連載作品の一部はまんがライフなどへ移籍
- 近代麻雀ゴールド（1987-2005）→近代麻雀ギャンブルCOM（2006-年内休刊）
- まんがパロ野球ニュース（1990-1998）→月刊スポコミ（1998-1999）→まんがくらぶオリジナル（1999-2014）
- 漫画パチンコ777（1990-2017）
- まんがライフバラエティー（1991-1994）※まんがパロ野球ニュース増刊
- スーパーパチスロ777（1992-2017）
- 愛の体験special（1992-1997）※スーパーパチスロ777増刊、愛の体験specialデラックスに吸収合併
- 月刊コミックガンマ（1992-1996）
- ビタマン（1990年代前半-2000）→フレッシュグラビアマガジン（2000-2003）→ビタマン（2003-2018）
- 麗人（1993- 2025）※電子雑誌移行
- 愛の体験specialデラックス（1994-2013）隔月刊
- にゃお（1996-年内廃刊）※ビタマン増刊、世界初の猫漫画雑誌をうたって創刊したが後期は動物漫画全般になる
- ナマイキッ!（1998-2018）
- ウーマン劇場（1999-2009）→ウーマン劇場 女の感動物語（2009-2011）→ウーマン劇場（2011-2013）
- miniパラ（2001-2015）隔月刊
- ご近所スキャンダル（2001-2014）
- ザ・愛の体験Best（2001-2011）※愛の体験specialデラックス増刊、年2回刊
- あにまるパラダイス（2001-2007）※まんがライフオリジナル増刊、隔月刊、後継誌はねこじかん
- すくすくパラダイス（2003,2006-2012）※本当にあったゆかいな話芸能ズキュン!増刊、年3回刊
- 女の病気スペシャル（2003-2009）※スーパーパチスロ777増刊、不定期刊
- 学園パラダイス♥（2003-2004）※まんがライフオリジナル増刊、不定期刊
- まんがライフMOMO（2003-2018）
- 本当にあったご近所スキャンダル（2004-2008）→あなたより不幸な女の人生実話（2008-2009）→本当にあった女の波瀾万丈人生（2009-2014）
- デラパラ（2004-2008）※恋愛パラダイス増刊、後継誌はデラパラmini
- 本当にあった愉快な話 愛のイトナミスペシャル（2004-）→本当にあったゆかいな話DX（2006-）→本当にあった仰天スクープ まんがズキュン!（2009-）→本当にあった愉快な話芸能ズキュン!（2010-2022）
- ウーマン劇場デラックス（ -2008）※近代麻雀オリジナル増刊、年1回刊
- 漫画パチンコランド（2005-2012）※後継誌は漫画パチンコドル箱777
- 実話満載!本当にムカつく私のまわりの最低なアイツ!（2005-2009）※恋愛パラダイス増刊、不定期刊
- まんがグリム童話スキャンダル（2005-2007）→禁断のグリム童話スキャンダル（2007-年内休刊）※まんがくらぶオリジナル増刊、隔月刊、後継誌は禁断のグリム童話
- ねこパラ（2006-2010）※漫画パチンコ777増刊、不定期刊
- コミックマーブル（2007-2008年内復刊-2009）※近代麻雀増刊
- ねこじかん（2007-2008）※アンソロジーコミック、不定期刊、後継誌はもふもふ
- 地獄の主婦体験（2008-2010）※ドキッ!増刊、不定期刊
- デラパラmini（2008-2009）※ウーマン劇場 女の感動物語増刊、不定期刊
- 禁断のグリム童話（2008-年内休刊）※まんがくらぶオリジナル増刊、隔月刊
- まんが女の仕返しホラー&サスペンス（2008-年内休刊）※スーパーパチスロ777増刊、隔月刊
- 漫画GOLFレッスンマガジン（2008-年内休刊）※激漫スペシャル増刊、隔月刊
- もふもふ（2009-2010）※まんがくらぶオリジナル増刊、季刊
- 投稿告白 悪魔より残酷な身内たち（2009-2010）※まんがくらぶ増刊、年3回刊
- 姫ゴコロREAL（2009）※恋愛パラダイス増刊、1号のみ
- ロマパラ（2009）※まんがくらぶオリジナル増刊、Vol.1のみ
- 漫画 爆裂攻略!!!パチスロART（2010-2011）※近代麻雀増刊、不定期刊
- サムケ（2010）※近代麻雀増刊、Vol.1のみ
- スーパーパチスロ777 プロフェッショナル（2011-2012）→パチスロ777プロフェッショナル（2012-2015）
- 長編読切時代劇（2012-2013）→コミック魁（2013-年内休刊）※近代麻雀増刊
- 漫画パチンコドル箱777（2012-2014）
- まんがライフSTORIA（2013-2019）※まんがライフ増刊、隔月刊
- 近代漫画（2014-2017）※世界初の電子配信先行型コミック・マガジン、2014年まで近代麻雀増刊として紙媒体を発行、auの電子書籍ストア「ブックパス」独占配信
- 月刊キスカ（2014- 2022年）
- 女の修羅場地獄（2015）※まんがくらぶ増刊

## 新書館
- ペーパームーン（1976-1983）
- グレープフルーツ（1980-1988）
- サウス（1988-2002）
- ウンポコ（2005-2009）※アンソロジーコミック、季刊、月刊ウィングスに吸収合併
- BOY'S JAM!（2005-2008）※アンソロジーコミック、季刊、ディアプラスに吸収合併
- ハックルベリー（2003-2005）※月刊ウィングス増刊、年2回刊
- カグヤ（2009-2010）→カグヤSPADE（2011-年内休刊）※ウィングス増刊、隔月刊
- ピュア百合アンソロジー ひらり、（2010-2014）※アンソロジーコミック、年3回刊
- ひらり、別冊 部活女子アンソロジー ほうかご!（2012,2014）※アンソロジーコミック、不定期刊

## 白泉社
- 別冊花とゆめ（1977-2018）
- 月刊少年ジェッツ（1981-1983）※後継誌は月刊コミコミ
- 月刊コミコミ（1983-1990）※後継誌は月刊アニマルハウス
- Silky（1985-2013）※隔月刊、休刊年内に電子コミック誌へ移行
- メルティ・レモン（1985-1986）※アンソロジーコミック、隔月刊
- 月刊アニマルハウス（1991-1992）※後継誌はヤングアニマル
- 花丸漫画（1995-1996）※アンソロジーコミック→別冊花とゆめ増刊花丸漫画（1996）→花丸漫画（1997-1999）隔月刊、後の同名誌との連続性は無い
- ヤングアニマル嵐（2000-2018）※ヤングアニマル増刊
- Silky Special（2000-2008,2009-2013）※Silky増刊、隔月刊
- ヤングアニマルあいらんど（2004-2013）→ヤングアニマルイノセント（2014）※ヤングアニマル増刊、不定期刊
- LaLa Special（2004-2010）※LaLa増刊、不定期刊
- Jossie（2008-年内休刊）※Silky増刊、隔月刊
- 花丸漫画（2011-2013）※アンソロジーコミック、季刊、電子コミック誌へ移行
- 花とゆめ 文系少女（2013-2014）※花とゆめ増刊、不定期刊
- AneLaLa（2013- 2017）LaLa増刊、隔月刊、電子コミック誌へ移行

## 学研ホールディングス
- どっかんV（学習研究社 1977-1978）→月刊少年チャレンジ（1979-1987）
- SFアニメディア（学習研究社 1985-1986）※アニメディア増刊、不定期刊、後継誌は月刊コミックNORA
- 月刊コミックNORA（学習研究社 1986-1998）
- コミックパーゴルフ（学習研究社 1990-1995）※週刊パーゴルフ増刊
- CAIN（学習研究社 1991-1998）
- ADParty（学習研究社 1991）→コミックPocke（1991-1998）
- コミックニューマン（学習研究社 1992-1993）※後継誌はコミックガイズ
- コミックガイズ（学習研究社 1993-1996）
- コミックビッグゴルフ（学習研究社 2003-2004）※週刊パーゴルフ別冊
- コミックメガミマガジン（学習研究社 2004-2005）→コミックキラリティー（2005-2006）※メガミマガジン増刊、不定期刊
- MANGAムー（学習研究社 2004-年内休刊）※ムー別冊、季刊
- ねこかん（学習研究社 2006-2009）※ムー増刊、後継誌はねことも
- 世界BL童話コミックアンソロジー（学研パブリッシング&学研マーケティング 2010-2011）不定期刊

## 松文館
- 月刊漫画 男（オハヨー出版 1978）
- 漫画族（オハヨー出版 1980）
- コミック戦国無頼（松文館 2009-2010）※隔月刊、後継誌は戦国REMIX及びコミック戦国無頼web
- 戦国REMIX（松文館 2010-2011）※アンソロジーコミック、隔月刊
- ホラーエクスタシー（松文館 2010-年内休刊）※アンソロジーコミック、隔月刊
- コミック戦国無頼web（松文館 2012-年内終了）※電子書籍

## みのり書房
- 月刊Peke（みのり書房 1978-1979）※後継誌は月刊コミックアゲイン
- ランデヴーコミック（1978-年内休刊）※月刊OUT増刊、隔月刊
- 月刊コミックアゲイン（1979-年内休刊）
- PALLE（1990-1993）隔月刊
- コミックゼノン（1992）※アニパロコミックス増刊、1号のみ

## 日本文芸社
- カスタムコミック（日本文芸社 1979-1982）隔月刊
- 別冊漫画ゴラク（日本文芸社 1981-2014）※後継誌は漫画ゴラクスペシャル及びゴラクエッグ
- COMICばく（日本文芸社 1984-1987）
- ゴルフレッスンコミック（日本文芸社 1990- 2019）
- 漫画ゴラクネクスター（日本文芸社 1994-2007）
- 漫画パチンコ大連勝（日本文芸社 1997-2015）
- ヤングゴラク（日本文芸社 2002-年内休刊）隔月刊
- 花恋（カレン）（日本文芸社 2005-2019）隔月刊
- miniラブ（日本文芸社 2007-2008）※週刊漫画ゴラク増刊、隔月刊
- 漫画パチンコ絶好調台をさがせ!!（日本文芸社 2008-2010）※漫画パチンコ大連勝増刊
- 漫画ゴラクカーニバル（日本文芸社 2008-年内休刊）※週刊漫画ゴラク増刊、隔月刊、後継誌はコミックBREAK
- 食漫（日本文芸社 2009-2010）※別冊漫画ゴラク増刊
- コミックBREAK（日本文芸社 2009-年内休刊）※週刊漫画ゴラク増刊、休刊年内に携帯コミック誌へ移行
- さくらハーツ（日本文芸社 2010-2012）※週刊漫画ゴラク増刊、隔月刊、後継誌はコミックヘヴン
- 漫画ゴラク 酒楽（日本文芸社 2013-年内休刊）※別冊漫画ゴラク増刊、年3回刊
- 漫画ゴラクスペシャル（日本文芸社 2013-2020）※週刊漫画ゴラク増刊、2015年までは隔月刊、ウェブコミック誌へ移行
- web花恋（日本文芸社 2014-2019）※電子書籍、不定期刊

## 日本出版社
- 季刊コミックアゲイン（日本出版社 1984-1985）
- コンバットコミック（日本出版社 1986-2001）季刊
- まんが・ねこのしっぽ（日本出版社 2004-2012）隔月刊
- 漫画ねこまんま（日本出版社 2006-2007）※まんが・ねこのしっぽ増刊、隔月刊
- 愛しのラブベイビー（日本出版社 2008-年内休刊）※まんが・ねこのしっぽ増刊、隔月刊

## 祥伝社
- コミック・ノストラダムス（1983-1985）→マガジン・ノン（1985-1986）
- FEEL（1986-1994）
- Zipper comic（2000-2002）隔月刊
- 恋愛天使Darlin（2004-2005）※FEEL YOUNG増刊、隔月刊
- 恋愛果実apricot（2004-2005）※FEEL YOUNG増刊、隔月刊
- プチダーリン（2005-2006）※FEEL YOUNG増刊、隔月刊
- 夢幻アンソロジーシリーズ（2006-2012）→幻想アンソロジー haruca（2012-2014）※アンソロジーコミック、季刊
- 最強恋愛バリ★ラブ（2006-2008）※FEEL YOUNG増刊、隔月刊
- ロマ×プリ（2008-2009）※FEEL YOUNG増刊、季刊

## 小池書院
- コミック劇画村塾（スタジオ・シップ 1983-1988）
- ヤング・シュート（スタジオ・シップ 1989-1991）→コミック・シュート（1991-年内休刊）
- コミックコサージュ（スタジオ・シップ 1991-1994）季刊
- 河南文芸 漫画篇（大阪芸術大学&小池書院 2003-2004）※アンソロジーコミック、不定期刊、後継誌は大阪芸術大学 大学漫画
- 刃-JIN-（小池書院 2004-2008）※時代劇コミック誌
- 大阪芸術大学 大学漫画（大阪芸術大学&小池書院 2005-2013年）※アンソロジーコミック、不定期刊
- カイト（神奈川工科大学&小池書院 2010-2012）※半情報誌、アンソロジーコミック、不定期刊
- ねこまんま（小池書院 2010）※アンソロジーコミック、1号のみ
- ガッツポン（小池書院 2011-2012）※アンソロジーコミック、不定期刊
- ストレンジャーソレント（大阪芸術大学&小池書院 2013-2015）隔月刊

## ラポート
- まんがアニメック（ラポート 1984-年内休刊）→ステイ（1985-年内休刊）※アニメック増刊、不定期刊
- マンガファンロード（1985-1989）※ファンロード増刊、不定期刊
- FRカーニバル（1987-1988）※アンソロジーコミック、不定期刊
- 4Spiritsプラス2（1989-1992）※アンソロジーコミック、年2回刊
- コミックウィル（1994-1995）※アンソロジーコミック、年3回刊

## 笠倉出版社
- コミックマルガリータ（笠倉出版社 1984-1985）※ムック扱い、不定期刊
- ミステリーla・comic（笠倉出版社 1985-2002）→ラ・コミック（笠倉出版社 2002-2003）
- Labien（笠倉出版社 1986-2004）
- アメージングコミックス（笠倉出版社 1988-1989）※コミックロリポップ増刊、不定期刊
- イフ（セブン新社 1991-2002）→恋愛美人イフ（2002-2012）
- 微熱（笠倉出版社 -2008）
- 嫁と姑デラックス（セブン新社 1999-2018）隔月刊
- 家庭サスペンス（笠倉出版社 2000-2018）
- 絶対恋愛Sweet（笠倉出版社 2001- 2025）
- Sweetプチ（笠倉出版社 2003-2012）→Sweetロマンス（2013-2015）隔月刊
  - 女の事件ファイル（笠倉出版社 -2009）※Sweetプチ増刊、隔月刊
  - 女たちのセカンドライフ（笠倉出版社 2009）※Sweetプチ増刊、Vol.1のみ
- 恋愛キス（ラブキス）（セブン新社 2004-2011）季刊
- 微熱SUPERデラックス（セブン新社 2006-2015）隔月刊
- ラブ♥コレ（笠倉出版社 2006-2010）※アンソロジーコミック、年3回刊
- 本当にあったパチンコ激アツ話（笠倉出版社 2007-2010）
- 子供の事件簿（黒田出版興文社 2007-2009）※嫁と姑デラックス増刊、隔月刊
- 不良主婦の大暴走（笠倉出版社 2009-2012）※家庭サスペンス増刊、不定期刊
- 女の5大地獄巡り（笠倉出版社 2011-2012）※家庭サスペンス増刊、年3回刊

## 辰巳出版
旧グループ会社（綜合図書・蒼竜社・スコラマガジン）の雑誌を含む
- 劇画麻雀王（辰巳出版 1985-）
- ライダーコミック（辰巳出版 1986-1995）※半情報誌
- Iris（辰巳出版 1986-）※レディースコミック
- アクアマリン（蒼竜社 1992-）
- Lady's Comic Ai（蒼竜社 1993-）
- まんが あ!ホクサイ（辰巳出版 1995-1999）※1995年の独立創刊以前は増刊誌
- まんがジャパンダ（辰巳出版 1995-1996）※4WD-EX増刊
- COMIC鉄ちゃん（辰巳出版 2014）※つりコミック増刊、1号のみ
- パチンココミック7（スコラマガジン 2009-2010）
  - 必勝パチスロ7（蒼竜社 2010-2013）パチスロ7増刊、不定期刊
  - 必勝パチスロ7DVD（蒼竜社 2012-2016）パチスロ7増刊、不定期刊
- パチプロ7（綜合図書 1993-2017）
- パチスロ7（蒼竜社→スコラマガジン、1998年-2020年）

## ワニマガジン社
- キュート（ワニマガジン社 1985-2001）※隔月刊
- やせるマンガ（ワニマガジン社 1998-2002）※隔月刊
- robot（ワニマガジン社 2004-2008）※アンソロジーコミック、不定期刊、連載作品は季刊GELATINに引継ぎ
- 季刊GELATIN（ワニマガジン社 2009-2011）※アンソロジーコミック、季刊、後継誌はひめシリーズ
- ひめシリーズ（ワニマガジン社 2011-2013）※アンソロジーコミック、不定期刊
- 138°E（ワンスリーエイト・イー）（ワニマガジン社 2012-2013）※アンソロジーコミック、不定期刊

## KADOKAWA
旧グループ会社（角川書店（旧KADOKAWA）、アスキー、メディアワークス（アスキー・メディアワークス）、富士見書房、メディアファクトリー 、エンターブレイン）の雑誌を含む
- コミックGENKi（角川書店 1987-1994）※隔月刊、1989年に月刊ニュータイプ付録から増刊へ移行、後継誌はコミックニュータイプ
- 月刊コミックコンプ（角川書店 1988-1994）
- ヤングロゼ（角川書店 1990-1997）
- ファンタジーDX（角川書店 1991-1995）→ふぁんデラ（1995-2000）※後継誌は月刊少女帝国
- 月刊コミックドラゴン（角川書店 1992-2003）※後継誌はドラゴンエイジ
- ミステリーDX（角川書店 1992-2003）
- 月刊アスキーコミック（アスキー 1992-1995）※後継誌はコミックビーム
- ファミ通コミック（アスキー 1992-年内休刊）※ファミ通増刊、季刊
- 月刊電撃コミックガオ!（メディアワークス&主婦の友社 1993-1999、メディアワークス&角川書店 1999-2006、メディアワークス&角川グループパブリッシング 2007-2008）
- CIEL（KADOKAWA 1994-2016）※隔月刊、電子版に移行。
- ファミコミ（アスキー 1994-1995）※ファミ通増刊、季刊、後継誌はコミックビーム
- 少年キッズ（角川書店 1994）※月刊ニュータイプ増刊、1号のみ
- コミックニュータイプ（角川書店 1995-1998）※月刊ニュータイプ増刊、季刊、後継誌は月刊エースネクスト
- 月刊ドラゴンジュニア（角川書店 1997-2003）※後継誌はドラゴンエイジ
- ザ・ホラー（角川書店 1997-2000）隔月刊
- エースダッシュ（角川書店 1997-1998）※月刊少年エース増刊、後継誌は月刊エースネクスト
- コミックアルファ（メディアファクトリー 1998-1999）※後継誌はコミックフラッパー
- 月刊エースネクスト（角川書店 1999-2002）※月刊少年エース増刊
- エース桃組（角川書店 2000-2004）※月刊少年エース増刊、季刊
- マジキュー・プレミアム（エンターブレイン 2001-2003）※アンソロジーコミック、隔月刊、→マジキュー（エンターブレイン 2004-2007）※ムック扱い
- ドラゴンHG（角川書店 2001-2002）※ムック扱い、隔月刊
- 月刊少女帝国（角川書店 2001-年内休刊）
- 4コマモンスターちびどら（角川書店 2001）※月刊ドラゴンジュニア増刊、1号のみ
- CIEL TresTres（角川書店 2002-2006、角川書店&角川グループパブリッシング 2007-2013、角川書店&角川グループホールディングス 2013、角川書店&KADOKAWA 2013-2013、KADOKAWA 2013-2014）※CIEL増刊、隔月刊、後継誌はエメラルド
- 特撮エース（角川書店 2003-2006）※情報誌、Newtype THE LIVE 特撮ニュータイプ増刊、隔月刊
- ガンダムゲームエース（角川書店 2003-2004）※ゲーム情報誌、コンプティーク増刊、不定期刊
- エース特濃（角川書店 2003-2004）※月刊少年エース増刊、隔月刊、後継誌はcomic新現実
- 季刊デ・ジ・キャラット（ブロッコリー&角川書店 2003-2004）※後継誌はコミック デ・ジ・キャラット
- エヴァエース（角川書店 2003）※月刊少年エース増刊、1号のみ
- 電撃帝王（メディアワークス&角川書店 2004-2006）※月刊コミック電撃大王増刊、季刊
- comic新現実（角川書店 2004-2005）※アンソロジーコミック、隔月刊
- ケロロランド（角川書店 2005-2006、角川書店&角川グループパブリッシング 2007-2012）※ケロケロエース増刊、不定期刊
- comic B's-LOG（エンターブレイン 2005-2009、一時休刊）→コミックビーズログ キュン!（エンターブレイン&角川グループパブリッシング 2009-2012）※B's-LOG増刊、隔月刊、後継誌はB's-LOG COMIC
- ビーンズエース（角川書店 2005-2007、角川書店&角川グループパブリッシング 2007-2009）※月刊Asuka増刊、隔月刊
- コミック三国志マガジン（メディアファクトリー 2005-2007）※ダ・ヴィンチ増刊、休刊年内にウェブコミック誌へ移行
- .hack//G.U.: The World（角川書店 2005-2007）※情報誌、月刊Asuka増刊
- Ζガンダムエース（角川書店 2005-2006）※ガンダムエース増刊、不定期刊
- コミック戦国マガジン（メディアファクトリー 2005-年内休刊）※コミックフラッパー増刊、季刊
- Asuka plus macbeth（角川書店 2005-年内休刊）※ムック扱い
- シルフ（KADOKAWA 2006-2017）
- ドラゴンエイジピュア（富士見書房 2006-2009）※月刊ドラゴンエイジ増刊、隔月刊
- ガンダムエースSPECIAL（角川書店 2006-2007、角川書店&角川グループパブリッシング 2007-2008）※ガンダムエース増刊、不定期刊
- コミックビームFellows!（エンターブレイン 2006）※アンソロジーコミック
- ケロケロエース（角川書店&角川グループパブリッシング 2007-2013、角川書店&角川グループホールディングス 2013-2013、角川書店&KADOKAWA 2013-年内休刊）
- コミック怪（角川書店&角川グループパブリッシング 2007-2013、角川書店&角川グループホールディングス 2013、角川書店&KADOKAWA 2013、KADOKAWA 2013）※アンソロジーコミック、季刊
- 電撃黒「マ）王（メディアワークス&角川グループパブリッシング 2007-2008、アスキー・メディアワークス&角川グループパブリッシング 2008-2010）※電撃「マ）王増刊、季刊
- コミックチャージ（角川書店&角川グループパブリッシング 2007-2009）
- エースアサルト（角川書店&角川グループパブリッシング 2007-2009）※月刊少年エース増刊、季刊
- 電撃G's Festival! COMIC（メディアワークス&角川グループパブリッシング 2007、アスキー・メディアワークス&角川グループパブリッシング 2008-2013、アスキー・メディアワークス&角川グループホールディングス 2013、アスキー・メディアワークス&KADOKAWA 2013-2013、KADOKAWA 2013-2015）※電撃萌王増刊、隔月刊、電撃G'sコミックに吸収合併
- コミックヴァナ通（エンターブレイン 2008-2009、エンターブレイン&角川グループパブリッシング 2009-2010）※ムック扱い、季刊
- テイルズ オブ マガジン（角川書店&角川グループパブリッシング 2008-2009）※情報誌、月刊コンプエース増刊、後継誌はビバ☆テイルズ オブ マガジン
- 電撃Festival! Heaven（アスキー・メディアワークス&角川グループパブリッシング 2008）※電撃G's magazine増刊、Vol.1のみ
- .hack//G.U. TRILOGY New World Guide（角川書店&角川グループパブリッシング 2008）※情報誌、1号のみ
- マクロスエース（角川書店&角川グループパブリッシング 2009-2011）※ガンダムエース増刊、季刊
- COMIC CYUTT（メディアファクトリー 2009-2010）※電子書籍
- 別冊キャラぱふぇコミック（アスキー・メディアワークス&角川グループパブリッシング 2010-2013）→キャラぱふぇコミック&パズル（アスキー・メディアワークス&角川グループホールディングス 2013、アスキー・メディアワークス&KADOKAWA 2013-2013、KADOKAWA 2013-2014）隔月刊
- ガンダムユニコーンエース（角川書店&角川グループパブリッシング 2010-2013、KADOKAWA 2014）※ガンダムエース増刊、不定期刊
- 電撃大王ジェネシス（アスキー・メディアワークス&角川グループパブリッシング 2010-2012）※月刊コミック電撃大王増刊、隔月刊
- 電撃コミック ジャパン（アスキー・メディアワークス 2010-2012）※電子書籍
- 魔法少女リリカルなのはtype（角川書店&角川グループパブリッシング 2010,2012）※情報誌、コンプティーク増刊、不定期刊
- スーパー男の娘タイム、はじまるよっ★（エンターブレイン&角川グループパブリッシング 2010-年内休刊）※アンソロジーコミック、年3回刊
- 4コマnanoエース（角川書店&角川グループパブリッシング 2011-2013、角川書店&角川グループホールディングス 2013-2013、角川書店&KADOKAWA 2013-年内休刊）※月刊少年エース増刊
- ニュータイプエース（角川書店&角川グループパブリッシング 2011-2013、角川書店&角川グループホールディングス 2013-2013、角川書店&KADOKAWA 2013）※ガンダムエース増刊
- アルティマエース（角川書店&角川グループパブリッシング 2011-2012）※ヤングエース増刊、隔月刊
- 電撃4コマ大王こもえ（アスキー・メディアワークス&角川グループパブリッシング 2011-2012）※シルフ増刊、不定期刊
- Fellows!(Q)（エンターブレイン&角川グループパブリッシング 2011-2012）※アンソロジーコミック、不定期刊、Fellows!に吸収合併
- amaro（エンターブレイン&角川グループパブリッシング 2011-年内休刊）※アンソロジーコミック、不定期刊、後継誌は百合アンソロジー dolceなどとウェブコミック誌へ移行
- サムライエース（角川書店&角川グループパブリッシング 2012-2013、角川書店&角川グループホールディングス 2013、角川書店&KADOKAWA 2013-2013、KADOKAWA 2013-年内休刊）※ヤングエース増刊、隔月刊
- 電撃マブラヴ（アスキー・メディアワークス&角川グループパブリッシング 2012-2013）※情報誌、シルフ増刊、年3回刊
- 電撃ビジュアルアーツ（アスキー・メディアワークス&角川グループパブリッシング 2012-2013）※ゲーム情報誌、DENGEKI HIME増刊、季刊
- B's-LOVEY 渇望（エンターブレイン&角川グループパブリッシング 2012-2013、エンターブレイン&角川グループホールディングス 2013、KADOKAWA 2013）※アンソロジーコミック、不定期刊
- 百合アンソロジー dolce（エンターブレイン&角川グループパブリッシング 2012-2013）※アンソロジーコミック、不定期刊
- B's-LOG COMIC（KADOKAWA 2013- 2017）※アンソロジーコミック、電子書籍へ移行
- Mei（冥）（メディアファクトリー 2012-2013、KADOKAWA 2013-2014）※怪談専門誌、アンソロジーコミック、年2回刊
- COMIC@LOID（アスキー・メディアワークス&KADOKAWA 2013-2013、KADOKAWA 2013-2014）※電撃ホビーマガジン増刊、隔月刊、電子書籍へ移行
- 電撃G'sコミック（KADOKAWA 2014-2019）※電撃G's magazine増刊、WEBコミックへ移行
- デンゲキバズーカ!!（KADOKAWA 2014-2016）※ゲーム情報誌
- MIKU-Pack music & artworks feat.初音ミク（アスキー・メディアワークス&角川グループパブリッシング 2012-2013、アスキー・メディアワークス&角川グループホールディングス 2013、アスキー・メディアワークス&KADOKAWA 2013、KADOKAWA 2013-2016）※情報誌、電撃PlayStation増刊、隔月刊、漫画掲載開始は2014年5月から
- COMIC it（KADOKAWA 2015-2018）※アンソロジーコミック
- 月刊ブシロード（ブシロード&KADOKAWA→ブシロードメディア&KADOKAWA→ブシロードクリエイティブ&KADOKAWA→ブシロードワークス&KADOKAWA 2013- 2024）※半情報誌

付録
- ファミ2コミック ※ファミ通DS+Wii付録冊子
- 電撃4コマ（KADOKAWA 2004-2016）※電撃PlayStation付録冊子
- 月イチ デンプレコミック（KADOKAWA 2016-2020）※電撃PlayStation付録冊子

## スコラ
- コミックスコラ（スコラ&講談社 1985-1986）※隔月刊、後の同名雑誌との連続性は無い
- コミックバーガー（スコラ 1986-1993年内復刊-1996）※後継誌はコミックバーズ
- サクラミステリー（スコラ 1989-1999、あおば出版 1999-2007）※後継誌はミステリーサラ
- コミックスコラ（スコラ 1993-1994）
- きみとぼく（スコラ 1994-1999、ソニー・マガジンズ 1999-2000）→コミックきみとぼく（2000-2001）※後継誌はWALLFLOWER

## 宝島社
- 週刊少年宝島（JICC出版局 1986-1987）
- ロッキン・コミック（JICC出版局 1989-1990）→マンガ宝島（1990）※バンドやろうぜ増刊
- CUTiE Comic（宝島社 1998-2001）

## 主婦と生活社
- Missy（主婦と生活社 1986-1990）
- コミックGiga（主婦と生活社 1990-1992）
- コミックShan（主婦と生活社 1992-1997）
- Bonton（1991-1992）
- ヤングベリー（1997）
- コミックPASH!（主婦と生活社 2010）※アンソロジーコミック、Vol.1のみ

## 宙出版
- Lady's comic I（主婦と生活社→宙出版&主婦と生活社 1987-1992）→Lady's Comic Aya（宙出版&主婦と生活社1992-1997、宙出版 1997-2004）→Young Love Comic Aya（宙出版 2004-2023）
- アップルミステリー（宙出版&主婦と生活社 1990-1997、宙出版 1997-1998）
- Lady's comicスキャンダルI（宙出版&主婦と生活社 1991-1997、宙出版 1997-2000）→恋愛白書スタート!（2000-2003）
- Hiミステリー（宙出版&主婦と生活社 1995-1997、宙出版 1997-2005）
- Special Aya（宙出版&主婦と生活社 1996-1997、宙出版 1997-2009）
- ワイドショーの女たち（-2004）
- 幸せな結婚（1999-2014）隔月刊
- ほんとうにこわい嫁・姑（2000-2011）
- 最高の愛と感動（2001-2013）隔月刊
- ご近所の悪いうわさ（2003-2015）
- 恋愛白書ゴールド 30歳のラブストーリー（2003-2005）隔月刊
- ease（2004-2005）※アンソロジーコミック、不定期刊
- まんが学園4年生（2004）※創刊準備号のみ
- 別冊ハーモニィRomance（2005-2017）隔月刊
- ご家族トラブル（2005-2014）※恋愛白書パステル増刊、季刊
- 恋愛Revolution（ラブレボ）（2005-2013）隔月刊
- ハーレクイン（2005-2008）※ハーモニィRomance増刊、年4回刊
- 15の感動クライマックス（2006-2015）隔月刊
- 女の不幸SP（2007-2013）※幸せな結婚増刊、隔月刊
- 教科書は教えてくれないグリム童話（2007-2009）※Young Love Comic aya増刊、隔月刊
- ロマンスティアラ（2007-2009）※marie増刊、隔月刊、連載作品の一部はウェブコミック誌へ移籍
- メロメロ（2007-2009）※アンソロジーコミック、隔月刊
- ローズミステリー（2007-2008）※ほんとうにこわい嫁・姑増刊、後継誌はミステリーベルベット
- 恋的伝言（らぶでん）（2007-年内休刊）※ほんとうにこわい嫁・姑増刊、隔月刊
- 15の家族 愛のアルバム（2008-2009）※ほんとうにこわい嫁・姑増刊、隔月刊
- ミステリーベルベット（2008-年内休刊）※ほんとうにこわい嫁・姑増刊、隔月刊
- 恋愛白書deep（2008-年内休刊）※恋愛白書パステル増刊、不定期刊
- tears－ティアーズ－（2008-年内休刊）※恋愛白書パステル増刊、不定期刊
- 恋プラス（2008）※Special Aya増刊、1号のみ
- 恋・花（2008）※Special Aya増刊、1号のみ
- 恋愛リアル白書（2009-年内休刊）※Young Love Comic aya増刊、年3回刊
- 15の感動クライマックススペシャル（2010-2015）季刊
- 禁断エデン（2010-2011）※Young Love Comic aya増刊、不定期刊
- パステルCute（2010-年内休刊）※恋愛白書パステル増刊、隔月刊
- ハーモニィPRINCE（宙出版 2013-2018）季刊→花girl! 別冊ネクストF（2019年）
- 別冊ハーモニィNextF（2013-2015）※Young Love Comic aya増刊、不定期刊
- ハーモニィRomance 社長DX（2013-2015）→ハーモニィPRESiDENT（2015）※Young Love Comic aya増刊、不定期刊
- 本当にすごい女の波瀾万丈人生（宙出版 2014-2015）※恋愛白書パステル増刊、隔月刊
- 別冊ご近所の悪いうわさスキャンダル（2014-2015）※ご近所の悪いうわさ増刊
- 本当にすごい女の波瀾万丈人生（2014-2015年）※恋愛白書パステル増刊、隔月刊
- 別冊 15の感動クライマックス 医療ドラマスペシャル（2015-年内休刊）※15の感動クライマックス増刊、年2回刊
- 姉aya（2015-2019）Young Love Comic aya増刊
- ル・ノエル（2017-2019）Young Love Comic aya増刊

## ビブロス
- パッツィ（青磁ビブロス 1988-1994）隔月刊
- b-Boy（青磁ビブロス 1991-1996）→b-Boy Zips（ビブロス 1997-2002）→b-Boy LUV（2003-2006）※アンソロジーコミック、隔月刊、後継誌はb-Boy Phoenix
- Magazine ZERO（青磁ビブロス 1994-1997、ビブロス 1997-2006）※小説b-Boy増刊、季刊、後継誌はクロフネZERO
- マコロン（青磁ビブロス 1994-年内休刊）※アンソロジーコミック、隔月刊

## 大洋図書
- スターライトCOMIC（ミリオン出版&大洋図書 1988-1989）※アンソロジーコミック、不定期刊
- CRAFT（大洋図書 1999-2019）※アンソロジーコミック、電子版に移行
- B's ANIMA（大洋図書 2001-2006）※アンソロジーコミック、季刊
- 漫画実話ナックルズ（ミリオン出版&大洋図書 2004-2012）
- 本当にあったブログないしょの話（大洋図書 2006-2007）
- おと☆娘（ミリオン出版&大洋図書 2010-2013）→おと☆娘Ω（2013）※ムック扱い、季刊、一時休刊
- オトコの娘コミックアンソロジー（ミリオン出版&大洋図書 2011-2013）※アンソロジーコミック、隔月刊

## 白夜書房
- 漫画ブリッコ(1982-1985)
- 漫画ホットミルク(1986-2001)
- マシンヘッド（白夜書房 1989-1990）※アンソロジーコミック、季刊
- パチンカーワールド（白夜書房 1990-2001）※後継誌はパニック7ゴールド
- COMICクラフト（少年出版社&白夜書房 1990-1991）※アンソロジーコミック、後継誌はNew COMICクラフト
- コミックノヴァ（白夜書房 1991-1992）※アンソロジーコミック、不定期刊
- New COMICクラフト（少年出版社&白夜書房 1992）※アンソロジーコミック、1号のみ
- 甘デジくん（白夜書房 2011-年内休刊）※漫画パチンカー増刊、年3回刊
- 恋愛体験CANDYKISS（コアマガジン 2005-2006）※漫画ばんがいち増刊
- ニッポン擬人化（コアマガジン 2009-年内休刊）※アンソロジーコミック、不定期刊

## ふゅーじょんぷろだくと
- KID's（ふゅーじょんぷろだくと 1989-1991）
- Baby（ふゅーじょんぷろだくと 2006-2011）※アンソロジーコミック、不定期刊、後継誌はBABY

## ホビージャパン
- コミックマスター（ホビージャパン 1990-1996）※アンソロジーコミック
- コミックマスターエクストラ（ホビージャパン 1992-1994）※アンソロジーコミック
- コミックジャパン（ホビージャパン 1997）※月刊ホビージャパン別冊、1号のみ
- キャラの!（ホビージャパン 2007-2009）※小説誌、月刊ホビージャパン増刊、隔月刊

## メディアックス
- Topaz（1990-2000）→レディースコミックアモーレス(2000)
- ねこにまたたび（メディアックス 2006-2007）
- ねこぷに（メディアックス 2007-2014）※アンソロジーコミック、年3回刊、別冊ねこぷにに吸収合併
- 15の愛情物語ゴールド（メディアックス 2008-2009）※15の愛情物語増刊、季刊
- まんがドカン小町（メディアックス 2008）※サクラミステリーデラックス増刊、VOL.1のみ
- 35歳からの恋愛（メディアックス 2009-2011）→35歳からの恋愛ReAL（2012-2013）→DVD本当にあった恋愛体験デラックス（2013-2013）→大人の関係（2013）※別冊サクラミステリーデラックス増刊、隔月刊
- 実体験スーパーデラックス（メディアックス 2009-年内休刊）※プリギャル増刊、隔月刊
- DVD QL（メディアックス 2009）※サクラ愛の物語増刊、1号のみ
- ダブルDVD 愛の8時間（メディアックス 2009）※15の愛情物語増刊、Vol.1のみ
- DEEP LOVE（メディアックス 2009）※特盛comic人妻熟女ざかり増刊、1号のみ
- 私、現在、不倫中。（メディアックス 2010）※プリギャル増刊、VOL.1のみ
- REAL LOVE（メディアックス 2010）※サクラ愛の物語増刊、VOL.1のみ
- 別冊ねこぷに（メディアックス 2010-2019）※アンソロジーコミック、隔月刊
- 本当に怖い女の復讐スペシャル（メディアックス 2011-2012）※15の愛情物語スペシャル増刊、隔月刊
- 泥沼恋愛（メディアックス 2011）※15の愛情物語増刊、Vol.1のみ
- DVD愛の体験告白（メディアックス 2012-2015）→DVD愛の冒険（2015-年内休刊）※18禁扱い、別冊サクラミステリーデラックス増刊、隔月刊
- 爆笑!ねこ魂（メディアックス 2013）※アンソロジーコミック、1号のみ
- オール体験デラックス（メディアックス 2014-2015）→不倫体験（2015-2015）→大人の恋愛 LOVE&SEX（2015）※15の愛情物語増刊、隔月刊
- なごみの猫ばなし（メディアックス 2013-2015）※アンソロジーコミック、年3回刊
- 謎解きミステリー（メディアックス 2014-）※15の愛情物語スペシャル増刊
- 人間関係ワイドショー（メディアックス 2015-年内休刊）※サクラ愛の物語増刊、年3回刊、後継誌は人間関係ワイドなショー

曙出版
- 結婚ミステリー（あおば出版 -2005、曙出版 2006-2009）隔月刊
- 涙がこぼれる15のいい話（曙出版 2008-2009、メディアックス 2009-2010）→泣ける!!波乱万丈女の劇場（2010-2016）隔月刊
- DVD本当にあった愛の冒険Special（曙出版 2011-2012）※18禁扱い、裏DVDハッピー中出し&生姦増刊、隔月刊

## ワニブックス
- 月刊コミックジャングル（ワニブックス 1991-）
- コミックガム（ワニブックス 1996-2015）
- コミックヨシモト（ヨシモトブックス&ワニブックス 2007-年内休刊）

## スクウェア・エニックス
- フレッシュガンガン（エニックス 1992-1996）→ガンガンWING（1996-2003、スクウェア・エニックス 2003-2009）※後継誌は月刊ガンガンJOKER
- 月刊少年ギャグ王（1994-1999）
- GファンタジーStencil（エニックス 1999-2000）※月刊Gファンタジー増刊、季刊、後継誌は月刊ステンシル
- コミックバウンド（エニックス 2000-年内休刊）
- ガンガンパワード（エニックス 2001-2003、スクウェア・エニックス 2003-2009）※月刊少年ガンガン増刊、隔月刊、後継誌は月刊ガンガンJOKER
- 月刊ステンシル（エニックス 2001-2003、スクウェア・エニックス 2003-年内休刊）
- ガンガンYG（2004-年内休刊）※月刊少年ガンガン増刊、季刊、後継誌はヤングガンガン
- ガンガンカスタム（2006）※月刊少年ガンガン増刊、No.1のみ
- フレッシュガンガン（2007-2010）※月刊少年ガンガン増刊、年2回刊
- ガンガン戦-IXA-（2009-2010）※月刊少年ガンガン増刊、不定期刊
- 戦国アンソロジー（2009-2010）※アンソロジーコミック、不定期刊
- コミックアンソロジー極（2010-2012）※アンソロジーコミック、不定期刊

## 扶桑社
- かれん（扶桑社 1992-1995）
- マリカ（扶桑社 2008-年内休刊）

## 冬水社
- Racish（吉祥寺企画 1992-1996、冬水社 1996-2001）※後継誌はいち＊ラキ
- Luiy（吉祥寺企画 1993-1995）※Racish増刊、季刊、後継誌はいちばん好き
- Kish（吉祥寺企画 1995-年内休刊）※Racish増刊、隔月刊、後継誌はいちばん好き
- いちばん好き（吉祥寺企画 1995-1996、冬水社 1996-2001）※後継誌はいち＊ラキ
- いちばん好きDX（冬水社 1997-年内休刊）※いちばん好き増刊、季刊
- いち＊ラキ（冬水社 2001-2018年）※隔月刊

## 英知出版
- PCコミックワールド（英知出版 1992-1993）
- トラウママンガマガジン（英知出版 2002-年内休刊）
- ねこといっしょ（英知出版 2006-2007）

## オークラ出版
- GUST（桜桃書房 1992-2002）※隔月刊、後継誌はGUSH
- コミックアクア（オークラ出版 2001-2015）隔月刊
- 肉体派（オークラ出版 2005-2011）※アンソロジーコミック、年3回刊、後継誌は肉体派ガチ!
- アクア絶対領域（オークラ出版 2006-2007）※アンソロジーコミック、隔月刊
- ZokkoN（オークラ出版 2007-2008）※アンソロジーコミック、隔月刊
- 受攻ドリームマッチ（オークラ出版 2008-2009）※アンソジーコミック、隔月刊
- Specialシリーズ（オークラ出版 2009-2010）※アンソロジーコミック、隔月刊
- ラブプレイ（オークラ出版 2010-年内休刊）※アンソロジーコミック
- AQUA Love Code（オークラ出版 2010-年内休刊）※アンソロジーコミック
- AQUA extra（オークラ出版 2011-年内休刊）※アンソロジーコミック、季刊
- アクアPiPiぴんく（オークラ出版 2010-2015）※電子書籍

### オークス
- 肉体派ガチ!（オークス 2011-2012）※アンソロジーコミック、季刊
- 百合☆恋 Girls Love Story（オークス 2012-2013）※アンソロジーコミック、不定期刊
- 百合☆恋 Girls Love Story（オークス 2013-2014）

## 三和出版
- レディースコミックタブー（三和出版 1993-2008）
- 月刊ヤングマン（三和出版 2000-2001）
- デリ☆デリ（三和出版 2006-2007）

## イースト・プレス
- COMIC CUE（イースト・プレス 1994-2003）※アンソロジーコミック、不定期刊
- コミックめだま（イースト・プレス 2003）※1号のみ
- 涙100%感動ストーリー（イースト・プレス 2008-2009）※恋運暦増刊、不定期刊
- ハムスペ（あおば出版 2000-2007、イースト・プレス 2008-年内休刊）※後継誌はあにスペ
- ねこだま（イースト・プレス 2008-年内休刊）※隔月刊、あおば出版刊行の同名雑誌とは関係なし
- あにスペ（イースト・プレス 2009-年内休刊）隔月刊

## 近代映画社
- エルティーンcomic（近代映画社 1995-2005）→上級恋愛ミント（2005-2011）隔月刊
- りん太のももいろコミック（近代映画社 1995-2000）※アンソロジーコミック、年3回刊
- エルティーンcomicプチもも（近代映画社 2001-2005）※上級恋愛ミントに吸収合併

## あおば出版
- Lady's comic hime（スコラ 1989-1999、あおば出版1999）
- ママンガ（スコラ 1994-1999、あおば出版1999-2002）
- ハムスター倶楽部　※アンソロジーコミック
- ご近所ワイドショー(あおば出版 2003-2005)
- ねこだま（あおば出版 2006-2007）※後継誌はねこさま
- COMICジャンク（あおば出版 2007-年内廃刊）

## 太田出版
- マンガ・エロティクス（太田出版 1999-2004）※アンソロジーコミック
- マンガエフ（太田出版 2000-年内休刊）※月刊
- マンガ・エロティクス・エフ（太田出版 2001-2014）※アンソロジーコミック、隔月刊

## リブレ
- JUNK!BOY（2000-2006年内復刊-2015）※MAGAZINE BE×BOY増刊、年3回刊
- クロフネZERO（リブレ出版 2008-2012）※BE・BOY GOLD増刊、季刊、休刊年内にウェブコミック誌へ移行
- Citron（シリカ編集部&リブレ出版 2010-2013）→よみきりCitron（2013-2015）※アンソロジーコミック
- b-BOY らぶ（リブレ出版 2006-2016年）※アンソロジーコミック

## 新潮社
- 週刊コミックバンチ（新潮社 2001-2010）※後継誌は月刊コミックバンチ及び月刊コミックゼノン
- 月刊コミックバンチ（2011-2024）
- ゴーゴーバンチ（2013-2018）季刊→隔月刊

## 幻冬舎コミックス
- 月刊バーズ（スコラ 1996-1999、ソニー・マガジンズ 1999-2001、幻冬舎コミックス&幻冬舎 2001-2018）
- ビィストリート（ソニー・マガジンズ 2000-2001、幻冬舎コミックス&幻冬舎 2001-2002）※アンソロジーコミック、季刊、後継誌はミステリービィストリート
- WALLFLOWER（ソニー・マガジンズ 2001-2001、幻冬舎コミックス&幻冬舎 2002-年内休刊）※アンソロジーコミック、隔月刊
- ミステリービィストリート（幻冬舎コミックス&幻冬舎 2002-2003）※隔月刊、連載作品はスピカへ引継ぎ
- スピカ（幻冬舎コミックス&幻冬舎 2003-2004）※コミックバーズ増刊、季刊、休刊年内にウェブコミック誌へ移行
- Comic Magazine LYNX（幻冬舎コミックス&幻冬舎 2005-2012）※小説リンクス増刊、隔月刊、後継誌はリンクス
- ねこメロ!（幻冬舎コミックス&幻冬舎 2007-2009）※コミックバーズ増刊、季刊
- Comic Magazine LYNX アンソロジー 雅（幻冬舎コミックス&幻冬舎 2007-2009）※アンソロジーコミック、隔月刊
- comicスピカ（幻冬舎コミックス&幻冬舎 2011-2015）※アンソロジーコミック、後継誌は『月刊バーズ』とウェブコミック誌『デンシバーズ』
- (21) -のじゃロリ&ロリババァ-（幻冬舎コミックス&幻冬舎 2013-年内休刊）※アンソロジーコミック、隔月刊

## マッグガーデン
- 月刊コミックブレイド（2002-2014）※ウェブコミック誌などに移行
- コミックブレイドMASAMUNE（2002-2007）隔月刊
- コミックブレイドGUNZ（2003-2004）※月刊コミックブレイド増刊、年2回刊、コミックブレイドMASAMUNEに吸収合併
- コミックブレイドZEBEL（2004-2007）※月刊コミックブレイド増刊、季刊
- 月刊コミックブレイドアヴァルス（2007-2010）→月刊コミックアヴァルス（2010-2014）※ウェブコミック誌などへ移行
- コミックブレイドBROWNIE（2008）※月刊コミックブレイド増刊、VOL.1のみ
- EDEN（2014）※アンソロジーコミック、Vol.1のみ

## ポプラ社
- プレコミックブンブン（ポプラ社 2003-2008）→月刊コミックブンブン（2008-2009）
- コミックピアニッシモ（2006-2007）※月刊psiko増刊、隔月刊、後継誌はピアニッシモ
- ピアニッシモ（2008-2009）※アンソロジーコミック、隔月刊

## 文苑堂
- COMICランゲット（フォースカンパニー&文苑堂 2003）※アンソロジーコミック、1号のみ
- BasiL&Co（ドリームメーカー&文苑堂 2004-2005）※アンソロジーコミック
- BasiL（ドリームメーカー&文苑堂 2005-2006）
- Comicリリィ（ライスリバー&文苑堂 2009-2010）→ComicリリィPLUS（2010-年内休刊）※アンソロジーコミック、隔月刊
- 乙女通信（創作工房&文苑堂 2010-2011）※アンソロジーコミック、不定期刊

## ジャイブ
- 月刊コミックラッシュ（ジャイブ 2004-2011）※休刊年内にウェブコミック誌へ移行
- コミック デ・ジ・キャラット（ブロッコリー&ジャイブ 2004-2005）→コミデジ（2005-2006）※コミックラッシュ増刊、隔月刊、後継誌はコミデジ+

## 東京漫画社
- MARBLE（2004-2005）※アンソロジーコミック、季刊
- カタログシリーズ（2005-2009）※アンソロジーコミック、隔月刊、後継誌はCab
- BGM（2007-2009）※アンソロジーコミック、隔月刊、後継誌はCab
- 別冊MARBLE（2007）※アンソロジーコミック、1号のみ
- CuCue（2008）※アンソロジーコミック、VOL.1のみ
- Fig（2013-2014）※アンソロジーコミック、隔月刊、電子書籍へ移行

## ソフトバンククリエイティブ
- コミデジ+（モビーダ・エンターテインメント&ソフトバンククリエイティブ 2006、フレックスコミックス&ソフトバンククリエイティブ 2006-2008）※PC Japan増刊、隔月刊
- 月刊少年ブラッド（モビーダ・エンターテインメント&ソフトバンククリエイティブ 2006-年内休刊）※ゲーマガ増刊、休刊後の2007年よりウェブコミック誌へ移行
- ブラコンアンソロジー Liqueur -リキュール-（フレックスコミックス&ソフトバンククリエイティブ 2011、フレックスコミックス&ほるぷ出版 2012）※アンソロジーコミック、不定期刊

## 青泉社
- ねこさま（Bbmfマガジン 2007-2008）→ねこころ（2008-2009、明和書店 2010-2010、ケーズ・パブリッシング 2010-2014）※2012年9月発売分を以って漫画雑誌としての発行を終了、隔月刊
- いのちと絆の事件簿（青泉社 2013-年内休刊）※ミステリーブラン増刊、年3回刊
- ミステリーブラン 心霊サスペンススペシャル（青泉社 2013-2014）※ミステリーブラン、年2回

## サニー出版
- DVDルージュ（サニー出版 2008-2014）※18禁扱い、隔月刊
- DVDアモーレ（サニー出版 2009-年内休刊）※でちゃYeah!増刊、隔月刊
- DVDパフューム（サニー出版 2009-年内休刊）※18禁扱い、でちゃYeah!増刊、季刊
- DVDポワゾン（サニー出版 2009）※18禁扱い、特選体験告白増刊、Vol.1のみ
- ミステリーラブ（サニー出版 2013-2015）隔月刊
- シャレール（サニー出版 2013）※危険な愛体験Special増刊、vol.1のみ

## コスミック出版
- 百合少女（コスミック出版 2009-2010）※アンソロジーコミック、不定期刊
- 密恋（コスミック出版 2010-2011）※アンソロジーコミック、隔月刊
- 禁恋（コスミック出版 2010-2011）※アンソロジーコミック、隔月刊
- LOVE MANIA（コスミック出版 2010）※アンソロジーコミック、VOL.1のみ
- 薔薇色恋愛 Love Cute（コスミック出版 2011）※漢字ランド増刊、Vol.1のみ
- TOKIMEKI恋愛（コスミック出版 2011-年内休刊）※アンソロジーコミック、隔月刊

## ガイドワークス
- 漫画パチスロパニック7（白夜書房 2009-2012、ガイドワークス 2012-2022）
- 漫画パチンカーオリジナル（白夜書房 2009-2012、ガイドワークス 2012-2014）隔月刊
- 酒場のグルメ（ガイドワークス 2015）※アンソロジーコミック
- 漫画ゴルフDVDレッスン バーディーラッシュ（ガイドワークス 2016）※ムック扱い
- ごはん処 なつかし屋（ガイドワークス 2015-2016）※アンソロジーコミック、全7集
- コミック斬（ガイドワークス 2016-2017）※ムック扱い
- 時代劇コミック斬（ガイドワークス 2017-2022）※ムック扱い
- ひとりでほっこりくつろぎごはん（ガイドワークス 2017-2022年）※アンソロジーコミック
- 漫画時代劇（ガイドワークス 2017-2023）※ムック扱い

## ブライト出版
- 恋せよ少年〜たとえ大人でも〜（ブライト出版 2009-2010）※アンソロジーコミック、隔月刊、後継誌はadoucir
- Q（ブライト出版 2009-2011）※アンソロジーコミック、隔月刊、後継誌はBiQ
- adoucir（ブライト出版 2011-2012）→BLife（2012-年内休刊）※アンソロジーコミック、隔月刊、後継誌はWeb BLife
- BiQ（ブライト出版 2011-年内休刊）※アンソロジーコミック、隔月刊、後継誌はWebBiQ

## ハーパーコリンズ・ジャパン
- ハーレクインDarling!（2011-2017）※ハーレクインオリジナル 増刊
- 乙女ドルチェ（2017）※ハーレクイン増刊

## その他出版社
青心社
- ドラゴンファイヤー（青心社 1987-1990）※アンソロジーコミック、年3回刊
- コミックガイア（青心社 1990-1993）※アンソロジーコミック、隔月刊
- レッセ（青心社 1993-1994）※アンソロジーコミック、年3回刊

バンダイ
- サイバーコミックス（バンダイ 1988-1992）※アンソロジーコミック、隔月刊、後継誌はMEDIA COMIX DYNE
- MEDIA COMIX DYNE（バンダイ 1993-年内休刊）※アンソロジーコミック、不定期刊、後継誌は月刊コミック電撃大王

偕成社
- コミック・モエ（ケイエス企画&偕成社 1988-年内休刊、モエ出版 1990-1991、偕成社 1992）※アンソロジーコミック、不定期刊、後継誌はコミックFantasy
- コミックFantasy（偕成社 1992-1998）※アンソロジーコミック、季刊

飛鳥新社
- ユーロマンガ（Euromanga合同会社&飛鳥新社 2008-2013）※ムック扱い、不定期刊、電子書籍へ移行
- 少年之國（飛鳥新社 2009-2011）※アンソロジーコミック、不定期刊、イラスト情報サイトecrii（エクリ）へ移行
- 少女世界（飛鳥新社 2009-2012）※アンソロジーコミック、不定期刊、イラスト情報サイトecrii（エクリ）へ移行

その他
- 漫画少年（学童社 1947-1955）
- ガロ（青林堂 1964-1997,1998-年内休刊,2000-2002）
- 希望の友（潮出版社 1965-1978）→少年ワールド（1978-1980）→コミックトム（1980-1997）→コミックトムプラス（1998-2001）
- 月刊タッチ（三崎書房 1971-年内休刊）
- 夜行（北冬書房 1972-1995）※アンソロジーコミック、不定期刊、後継誌は幻燈
- まんがNo.1（日本社 1972-1973）
- 週刊漫画ジョー（マネーライフ社&廣済堂 1976-1979）
- リリカ（サンリオ 1976-1979）
- 少年少女SFマンガ競作大全集（東京三世社 1978-1982）→SFマンガ競作大全集（1983-1984）→SFマンガ大全集（1984-1985）→WHAT（1985-1987年）
- コスモコミック（サンポウジャーナル 1978-年内廃刊）
- GROUP（SG企画 1978-2010）※アンソロジーコミック、不定期刊
- マンガ奇想天外（奇想天外社 1980-1982）
- まんがゴールデンスーパーデラックス（漫金超）（チャンネルゼロ&プレイガイドジャーナル社 1980-1981）季刊
- まんが笑アップ(壱番館書房→廣済堂出版 1983-1995)※4コマ誌
- 銀星倶楽部（ペヨトル工房 1984-1994）※アンソロジーコミック、不定期刊
- マンガハウス（花伝社 1985-1987）
- ホラーハウス（大陸書房 1986-1992）
- パーキーコミック（勁文社 1986-1987）
- C-LIVE（夢元社&東京創元社 1986-1987）※アンソロジーコミック、不定期刊
- 電光画報（ビレッジプレス&プレイガイドジャーナル社 1986）※アンソロジーコミック、1号のみ
- フェアリーダスト（創映新社 1987-1989）※アンソロジーコミック、隔月刊
- コミックおきなわ（コミックおきなわ社 1988-1990）※沖縄限定の漫画雑誌で漫画家の出身のほとんどが沖縄出身
- ZERO（ムービック 1989-1990）※アンソロジーコミック、不定期刊
- RPGコミック（翔企画 1990-1992）→モンスターメーカーマガジン（1992）※アンソロジーコミック、隔月刊、後継誌は月刊アスキーコミック
- コミックゲーメスト（新声社 1993-1997）
- COMICアレ!（マガジンハウス 1993-1997）
- コミックムウ（日本放送出版協会 1994）※創刊準備号のみ
- オートコミックGT（交通タイムス社 1997-1999）
- ロッキンコミック 8ビート・ギャグ（音楽専科社 1997-1999）※ショックス増刊、季刊
- デジパチ7（メディアボーイ -1998）→DXパチスロ（1998-2010）
- AICコミック LOVE（アニメインターナショナルカンパニー 1999-2000）季刊
- COMIC EDEN（兎菊書房&星雲社 1999）※アンソロジーコミック、Vol.1のみ
- コミックH（ロッキング・オン 2000-2004）※H増刊
- 何の雑誌（幻堂出版 2000-2005）※アンソロジーコミック、不定期刊
- ハムスターのまんが（スタジオ・エス 2001-2003）※アニファ増刊、隔月刊
- 九龍 クーロン（河出書房新社 2001-2003）※アンソロジーコミック、季刊
- コミックリベル（日正堂 2001-年内休刊）※月刊スパーク増刊
- コミックブレイク（エスジーエス 2001-年内休刊）※パチンコのプライスのみで販売、日本文芸社発行の同名雑誌とは関係なし
- error（美術出版社 2001-年内休刊）※アンソロジーコミック、不定期刊
- RELEASE（蒼馬社 2001-年内休刊）
- comic chocolat（心交社 2004-2017）※アンソロジーコミック
- もより（FOX出版 2005-2006）※アンソロジーコミック、季刊
- ReRosa（心交社 2005-年内休刊）※小説ショコラ増刊、隔月刊
- MACBETHシリーズ（コアデ 2004-2005）※発行ごとに誌名が変化、後継誌はAsuka plus macbeth
- コミックヴァルキリー（キルタイムコミュニケーション 2006-2012）※隔月刊、休刊年内にウェブコミック誌へ移行
- もえ☆スタ（未来少年 2007-2009）※アンソロジーコミック、隔月刊
- コミハグ（メディエイション&飛鳥新社 2007-2008）※季刊エス増刊、隔月刊
- コミック・ガンボ（デジマ 2007-年内廃刊）※フリーマガジン
- COMICアキバナ!（デジマ 2007）※秋葉原限定配布のフリーマガジン、No.00のみ
- コミックヴァルキリーハード（キルタイムコミュニケーション 2007）※コミックヴァルキリー増刊、VOL.1のみ
- edith（まんだらけ出版部 2008-2012）※アンソロジーコミック、不定期刊
- 恋愛体験（バナジー出版 2008-2009）隔月刊
- HOBINO（壽屋 2008-年内休刊）※フリーマガジン、半情報誌
- DVD LOVE（バナジー出版 2009-2013、インフォメディア 2013-2013）※18禁扱い、隔月刊
- Pure Heart（北辰堂出版 2009-年内休刊）※アンソロジーコミック、不定期刊
- コミック大河（PHP研究所 2010-年内休刊）※歴史街道増刊
- 月刊ヒーローズ（ヒーローズ 2011-2020）
- コミック アース・スター（アース・スター エンターテイメント 2011-2014）※ウェブコミック誌へ移行
- カプ本!（カプコン 2011-2013）※半情報誌、アンソロジーコミック、不定期刊
- コミックいわて（岩手県 岩手日報社&メディアパル 2011-2012）※アンソロジーコミック、不定期刊、ウェブコミック誌へ移行
- じ〜く（SATマガジン出版 2011-年内廃刊）※ストライク アンド タクティカルマガジン別冊隔月刊、
- IF（マイクロマガジン社 2011）※アンソロジーコミック、1号のみ
- ゴルフダイジェストコミック ボギー（ゴルフダイジェスト社 2012-2016）季刊
- 夢幻燈（ハーレクイン 2013-年内休刊）※ハーレクイン増刊、不定期刊
- PRESIDENT NEXT（プレジデント社 2014-2016）※プレジデント別冊
- 1月と7月（1月と7月&星雲社 2014-2017）
- 愛の秘密体験Special（ブレインハウス&メディアソフト 2016）※18禁扱い、官能愛体験DX増刊、全3集
- DVD愛のリアル（マイウェイ出版 2016）※18禁扱い、超ベリグ!!S級ギャル!増刊、全2集
- 人間関係ワイドなショー（マイウェイ出版 2016）※FINAL BOX増刊、全5号
- 本当にあったかなりひどい話（マイウェイ出版 2016-2018）※隔月刊　
- COMIC魂（はちどり&主婦の友社 ムック2017-2018、雑誌2018-2020）
- ゴルフエンジョイコミック（はちどり&主婦の友社 2019-2020）※COMIC魂増刊　
- キッチュ（キッチュ出版&ワイズ出版 2016-2021）※アンソロジーコミック

## デジタルコミック誌（電子雑誌）

### 幻冬舎コミックス
- 幻蔵（2004-2008）※電子書籍『Webスピカ』へ吸収合併
- MAGNA（2006-2008）※電子書籍
- Webスピカ（2004-2012）※電子書籍、2008年12月に『スピカ』から名称変更。『comicスピカ』へ吸収合併。

### 講談社
- 別フレデジタル（2009-2010）※電子書籍
- 別フレフロンティア（2012-年内終了）※電子書籍
- 少年マガジンR（講談社 2019-2023）※上記の紙媒体から完全移行後

### リイド社
- comicクリベロン（2012-2020）
- mimosa（リイド社 2019[1]-2024）

### リブレ
- b-boyキューブ（リブレ 2009-2018）
- ラブ×ピンク（ZITTO 2015-2020）
- b-boyオメガバース （リブレ 2016-2022）

### ぶんか社
- デジタルホラーM（ぶんか社 2010-2012）※電子書籍
- 禁断Loversロマンチカ（2015-2018）→Premium Kiss（2018-2021） ※連作作品はラブキス！へ移籍
- 蜜恋ティアラめろめろ（2019-2021）
- 蜜恋ティアラMania（2016年 - 2023年）
- 蜜恋ティアラ獣（2018年 - 2023年）
- コミックNOAN（ぶんか社 2022-2024）
- GUSHぽち。（海王社 2011-2012）※電子書籍
- GUSHpit（海王社 2014-2019）
- echoz（海王社 2017-2019）

### KADOKAWA
- 月刊コミックゲートアッシュ（角川コンテンツゲート 2011-2012）→月刊コミックゲートアッパー（ブックウォーカー、2012）※電子書籍
- ねこマンガ缶（ブックウォーカー、2011-2012）※電子書籍
- B's-LOVEY recottia （KADOKAWA 2012-2023）
- ミルフィ（富士見書房 2013-2015）※電子書籍
- コミックビーム100（KADOKAWA 2017-2019）

### BookLive
- 月刊コミックフリル（はちどり&BookLive 2011-2012）※電子書籍
- 月刊コミックガナル（はちどり&BookLive 2012-年内終了）※電子書籍
- COMIC LIVE! COCOA（2011-2013） ※電子書籍
- COMIC LIVE! DRIVE（2011-2013） ※電子書籍
- COMIC LIVE!（2012-2013）※電子書籍
- COMIC LIVE! 別冊DRIVE（2012-年内定期配信終了）※電子書籍
- シガリロ （2015-2023）
- キミトワ（2021-2023）

### その他出版社
- コミックジャパン（キャビネット 2000-2001）
- デジコミ新潮 コム・コム（新潮社 2007-2009）※デジタルコミック誌
- デジバンチ（新潮社 2015）※電子書籍
- KATANA（イーブックイニシアティブジャパン2009-2016）※電子書籍
- ガチコミ（forcs 2010-2022）
- 恋愛ショコラ（forcs 2017-2023）
- コミックラウド（ブックラウド 2010-2013）※電子書籍
- ガロ Ver.2.0（青林堂 2010-2011）※iPad向けコミック誌
- moca*cute（心交社 2011-2012）※電子書籍
- BiBit!（大誠社 2011-2012、ジュリアン 2012-2013）※電子書籍
- Web BiQ（ブライト出版 2012、ジュリアン 2012-2013）※電子書籍
- 月刊オヤジズム（ソルマーレ編集部 2011-2016）
- 恋するソワレ（ソルマーレ編集部 2016-2022）
- BOY’Sピアス開発室（マガジン・マガジン 2012-2018）
- コミックキー（暁星プランニング 2012-2013）
- コミックギヤ（暁星プランニング 2012-2013）
- コミック綺羅（暁星プランニング 2012-2013）
- 月刊COMIC PANDA（PANDA電子出版社 2012-年内終了）※電子書籍、日中同時創刊
- 禁恋ドルチェ（アイディール 2013-2015） ※電子書籍
- Web BLife（ブライト出版 2013-2014）※電子書籍
- ニコニコ百合姫（一迅社 2013-2016）※電子書籍
- WEBLink（ホーム社&集英社 2013-2017）※電子コミック誌
- JOUR Sister（双葉社 2015-2021）
- comic marginal &h （双葉社 2019-2023）※2023年3月にChillcheにリニューアル
- マンガonウェブ（佐藤漫画製作所 2015-2021）
- pisca-pisca（ティーダ ワークス 2015-2016）※電子書籍
- ストラーダ（道玄坂書房 2015-2017）
- BOYS FAN（フューチャーコミックス 2016-2018）
- Splush（イースト・プレス 2016-2021）
- アクアhide（オークラ出版 2016-2019）
- miere（創作工房 2017）※電子書籍
- ネクストF（ジャイブ 2018[2]-2023）※漫画アプリの電子雑誌版
- NUUDE（東京漫画社 2020[3]-2022）
- comicGAGA（東京漫画社 2022[4]-2023）